# 山路和弘
山路 和弘（やまじ かずひろ、1954年〈昭和29年〉6月4日 - ）は、日本の俳優、声優、ナレーター。三重県伊賀市出身、フリー。妻は女優、声優の朴璐美。

## 経歴
三重県立上野高等学校卒業後、1977年に青年座研究所に第一期生として入所。1979年に劇団青年座に入団。舞台、ミュージカルのほか、映画、テレビドラマなど俳優として幅広く活躍する一方、声優としても非常に数多くの洋画作品で吹き替えを担当。
2011年4月、『宝塚BOYS』の池田和也、『アンナ・カレーニナ』のニコライ・カレーニンの役の演技に対して、第36回（2010年度）菊田一夫演劇賞・演劇賞を受賞。
2018年1月、『江戸怪奇譚（たん）〜ムカサリ〜』、『喝采』の演技に対して、第59回（2017年度）毎日芸術賞（演劇・演芸・邦舞部門）を受賞。
2020年1月22日、女優・声優の朴璐美と結婚したことを自身のブログで公表した。
2021年3月、第15回声優アワードにて外国映画・ドラマ賞を受賞。
2022年12月、青年座映画放送を退所後、フリーとなる。劇団青年座には引き続き在籍している。

## 活動内容

### 俳優として
芝居の道に入ったきっかけは元々芝居が好きだったわけではなく、文化祭で演劇を見ても、「恥ずかしくないのかな?」と思っていたという。若い頃は、自分のやりたいことが分からず、色々考え、「自分の体を使ってやれるものがいいな」と思いながらも、欝々と何年か過ごしていた。ある日、偶然どこかの劇団の研究生の芝居を見ており、その男性の芝居などが特別好きだった、というわけではなかった。ただしその時、「芝居ってものがあるんだ!」、「自分じゃない人生をやる、自分の実体じゃないところにふっと行ける、要するに“疑似山路”がどこかにいる世界がある。」と気が付いた。きっかけとしては自己逃避なのか、現実を否定したかったのか、山路自身でも分からなったが、とにかくやってみたところ、こんなことになってしまった。芝居になじみやすく、当時は、人と喋ることが苦手で、自分の考えを言うのが恥ずかしかった。芝居の道に入り、初めて芝居仲間に心情を吐露できるようになった。芝居をしていたところ、役について「この人物って何を考えているんだろう?」などと考え、そうしていくうちに、自分の考えを言えるようになったのかもしれないという。2021年時点ではお喋りだが、未だにあがり症なところはあるという。
キャリアは、1977年から青年座研究所の1期生として劇団青年座に入所し、舞台役者として活動を始める。
映画監督である高橋伴明との出会いから、1980年代はピンク映画を中心に活動。1981年公開である『襲られた女』（高橋伴明監督作品）、1982年公開の『視姦白日夢』（水谷俊之監督作品）などで主役を演じ、また女優の大竹一重は、インタビューで「濡れ場の上手い最もセクシーな俳優」として、山路の名を挙げている。
1982年には、『猟色OL犯す』で映画デビューし、高橋伴明初の一般映画監督作品『TATTOO＜刺青＞あり』にて一般映画デビューを果たす。
1980年代後半以降は、舞台活動に専念するようになる。
また原田眞人、水谷俊之、高橋伴明監督作品の常連俳優の一人であり、原田との出会いは本多劇場で山路が舞台に出演していた時、たまたま観客席にいた原田が山路の演技を気に入り、舞台終了後、原田の方からいきなり声をかけられたことがキッカケだという。1999年公開の『金融腐蝕列島〔呪縛〕』に出演予定だったが、その時山路は舞台を2本重ねてしまっており、スケジュールが合わず辞退せざるを得なかった。 そして2001年公開の『狗神』以降、原田監督の映画に出演するようになる。
2011年には、ミュージカルである『宝塚BOYS』、『アンナ・カレーニナ』に出演し、その歌唱力を評され、第36回（2010年度）菊田一夫演劇賞・演劇賞を受賞。
2014年には、大河ドラマ『軍師官兵衛』にて毛利家に仕える外交僧である安国寺恵瓊役を熱演。
2018年には、藤沢文翁原作 一人芝居『江戸怪奇譚（たん）〜ムカサリ〜』、『喝采』での舞台演技を評され、第59回（2017年度）毎日芸術賞を受賞した。
2019年には『いだてん〜東京オリムピック噺〜』にて村山龍平役を演じ、2020年には『麒麟がくる』にて三好長慶役を演じ、2年連続で大河ドラマに出演した。

### 声優として
舞台から役者として活動し始めた山路だが、声優として活動するのは、34歳〜35歳くらいからだったと述べている。30年以上前に、あるテレビ局のプロデューサーが山路の芝居を見に来ており、山路の演技力を気に入り声をかけられたのがキッカケだという。
初めて演じた吹き替えの役柄は悪役で、「演じていて凄く楽しかった」と述べている。元々舞台でも悪役が多かったが、「舞台でも悪役を演じるのは好きだが、その感覚は声優も一緒だと感じたところが面白かった」と語っている。
それ以降、ジェイソン・ステイサムをはじめ、ヒュー・ジャックマンやラッセル・クロウ、ウィレム・デフォー、クリストフ・ヴァルツ、ショーン・ペン、ソン・ガンホ、キム・ユンソク、ヴァンサン・カッセル、ケヴィン・ベーコン、ゲイリー・オールドマン、ベニチオ・デル・トロ、アル・パチーノなど多数の俳優の吹き替えを持ち役とする声優としても知られる。
吹き替えの重要性について、山路は「最近はアクション映画が多くなっている。芝居が重なり合って、（画面の）手前で芝居をしているのに、奥でも何かが行われている。字幕では絶対に追い切れない今だからこそ、余計に我々がしているこの吹き替えの仕事が必要なのかなと思います」と述べている。
山路の演技は声優業界の間でも高い人気と評価を得ており、関智一、津田健次郎などから尊敬する人物として挙げられている。

## 仕事に対する姿勢

### 吹替えについて
先輩である家弓家正から「アテレコというのは錯覚だからね。まるでそんなことを喋ってるかのように見せる錯覚を起こす仕事なんだ」と言われた言葉を意識しており外国映画のアテレコは視聴者が「この外人さん、日本語うまいわねぇ」と言ってくれる感覚まで持っていくのが理想だと述べている。
こと外国映画のアテレコに置いては「役者の本物の肉体が画としてはっきり見えているので言葉の意味や声だけですべてを表現するべきではない」と言うのが持論で予習も作品を繰り返し観て、元の役者の演技に注視して画を感覚的に体に入れるしかなく台本を読み込み内容を掴んで役の人なりや背景を入れることから初めるのは良い方法とは思えず、むしろ吹替の場合はサブテキストは邪魔で自分の場合は演劇の現場にも役の背景を作っていかないかもしれないと語ったこともある。
また、吹替デビューした際に音響監督の山田悦司から「山路君、そんなに作らなくていいよ。向こうがあれだけ芝居を作ってるんだから君は普通に人間として喋ってくれればよい」と言われたこともあり事前にリハーサルで台本から自分の完璧な像を作って行くのはあまり意味のないことだと思うようになったとも語ったことがある。
さり気なく息を吐くのと深くため息を付くのでは聞き手が全然違う感情を抱くように『息には表情がある』とのことから注意深く観察するのは吹替える俳優の呼吸と口元であり役者の呼吸に合わせていくと自然と同化していくと語った。

### 悪役について
悪役を演じる際の楽しさについて山路は、「悪役として出てきただけで観客の嫌がる匂いというか、空気を感じたときが自分たち役者としてはそれがたまらない蜜の味になり、悪役には観客がどこまで嫌がってくれるだろうかと追求する楽しさがある」と語った。

## 担当俳優について

### ジェイソン・ステイサム
山路は、アクション俳優であるジェイソン・ステイサムの吹き替えをステイサムのデビュー作である『ロック、ストック&トゥー・スモーキング・バレルズ』以降20年近くほぼ全ての作品を担当し、専属（フィックス）となっており、「ジェイソン・ステイサムの吹き替えでおなじみの山路和弘」と世間から認知されるほどに定着している。「まるで本人が日本語でしゃべっているかのよう」と形容されることもある。
山路自身もステイサムを「大好きな俳優さんなので、毎回のように吹替を任せていただけることをうれしく思っています」と敬愛しており、ステイサムの魅力について、「こどもみたいな笑顔が好き」と述べている。また山路とステイサムの地声は非常に似ており、山路はステイサムの吹き替えをするにいたっては、「特に何も考えなくてもステイサムの吹き替えはやりやすい」とも語り、他にもステイサムについて山路は、「あの役者はいいねぇ。無駄な芝居をしない。獣のような動きと身体」とブログにてコメントしているほど非常に気に入っている。「ステイサムが一番自分に近い声ですし、作ることなく、感情の動きにあわせて自然に演じることができる俳優なんです」とインタビューで語っている。そのため、「ジェイソン・ステイサムは、僕と声質が似ているのか、唸り声を上げるシーンでは、その声を聞いた時に『あれ?今のは僕の声?それともステイサムの声?』と自分でもわからなくなる時がある」とも述べ、やりやすいことに加えて、役者としても好感を持っていることから「長らく演じさせてもらえて本当に良かったです」と特別な愛着を感じているという。なお、自身のファッションスタイルについてもステイサムの影響を受けていることを明かしている。
山路は一番好きなステイサムの映画として、『アドレナリン』を挙げており、同作について「大好きです」と述べると同時に「あれは最高。あんなにやってくれたら言うことないですよ。ただ、現場はすっげぇきつかった」とも明かした。また、「ハードなアクション映画ですけど、コミカルなシーンも多い。彼自身、そういうのが好きなんじゃないかな。主人公が最初から最後までずっと走り回って暴れているみたいな。他の作品でもハードボイルドな役を演じていますが、原点はこういうアクション映画だろうと思っています」とこの作品を通してステイサムを分析している。続編『アドレナリン:ハイ・ボルテージ』では、エンドロールでのステイサム本人によるNGシーンも吹き替え版では山路が声を当てた。
また、自身とステイサムの声が似ていると言われる件については「自分の声が嫌いだから“似ている”と言われると“う〜む”となりますけど、彼の声は嫌いじゃない。不思議ですね」と複雑な心境を明かしている。
末長く吹き替えをしていきたい役者であると同時に、一時期ステイサムが「007をやりたい」とコメントしていた件についても触れており、「彼は007のイメージに合っていると思うし、ぼくも吹き替えをしてみたいです」とステイサム本人と共にジェームズ・ボンドの吹き替えにも意欲的な姿勢を見せた。
2023年以降はアニメにおいてステイサムを意識したパロディキャラクターにも山路が起用されることがあったほか、他のキャラクターを演じる現場でも「ステイサムでやってください」と言われるようになり、『オペレーション・フォーチュン』日本公開時には同作に絡めたコメントを出しつつも、ステイサムをテーマにしたインターネット・ミームにも触れるなど更にステイサムとの関わりが深くなっている。
また、今後『エクスペンダブルズ』シリーズなどで後述するヒュー・ジャックマンやラッセル・クロウ、ウィレム・デフォーといった自身が長年声を演じてきた俳優陣がステイサムと共演する可能性について問われた際には、自身の持ち役を代わりに演じる声優には多少の嫉妬を抱きつつも、ステイサムの吹き替えを優先する意向であることを明かしている。

### ヒュー・ジャックマン
ヒュー・ジャックマンの吹き替えを『ソードフィッシュ』（ソフト版）から長きに渡り担当している。
山路はジャックマンの演技について「ソン・ガンホもそうですが、役者さんとしてどんどん深みが増している。いい役者になったなということをしみじみと感じますね」と語っており、年齢を重ねたヒューの顔についても「（ヒュー・ジャックマンって）シワがあるじゃないですか。あれがクリント・イーストウッドの若い時に似ていて。この人の顔をどんどん良くしているようで、僕は好きなんですよね」とも語っている。
山路本人もお気に入りとして挙げている作品『LOGAN/ローガン』では、ジャックマン本人が本編にアフレコをしている動画をSNSに発信した際には衝撃を受けたといい、「なんと言うか、“すみません！”という感じでしたね（笑）。“本人があんなに一生懸命やっているのだから、声を当てているオレも今以上に頑張らなきゃいけないな”と思いましたよ。彼のプロ根性には頭が下がりました」と胸の内を明かしている。
ジャックマンと山路の声質は異なるものの、山路自身はほとんど違和感は感じていないといい、演じること自体はあまり難しくないとしつつも「ただ、呼吸の仕方とか、センテンスを区切るタイミングについては、自由自在なところがある」と述べ、あまり気にしても仕方がないと割り切っているとのこと。
また、『The Son/息子』の日本公開時には長年ヒューの吹き替えを務めた声優として山路によるコメントも寄せられた。
上述の通り、ステイサムやジャックマンといった山路の担当俳優が一つの映画作品で共演するケースが今後あった場合について問われた際には、山路の意向としてはステイサム最優先としつつも、その際山路に代わってジャックマンを演じることになる俳優には「悔しいまなざしを向けると思う」と語るなど、ジャックマンに対しても愛着を見せている。

### ラッセル・クロウ
『ラフ・マジック』以降、20年以上に渡りラッセル・クロウの吹き替えも担当しており、「クロウの吹き替えでおなじみの山路和弘」と評されるほどに定着している。なお、2024年には実際にクロウ本人とも交流があることも明かしている。
山路はクロウの魅力について「この人の魅力はとにかく“眼差し”です。多くを語らなくても、すべてを語っているような気がして、しかも作品によって眼差しが変わる。そこがすごいところだなと思っています」と分析しており、「最近は目つきに憂いが増してきている。いい歳の取り方をしているなと思いますし、目にすべての経験が宿っているような、そんな表情に見えてきます」とクロウの演技を称賛している。
吹き替えをしてきた中でも印象的な作品にクロウがアカデミー賞主演男優賞を獲得した代表作『グラディエーター』を即座に挙げており、同作で主人公・マクシムスを演じたクロウの吹き替えをした際には、「役に入り込んでしまった」と話しており、特に印象深いシーンに家族を殺されてしまったときの衝撃に狂乱するシーンを、苦労したシーンに闘技場で自分の名前を名乗るシーンを挙げ、「長い名前だったので苦労した思い出があります」と照れ笑いを浮かべながら語り、クロウがアカデミー賞を獲った際は山路も喜びを感じたという。クロウのような重量感のある俳優は、普段の自分とはかなりかけ離れていると感じていることから、普段以上に役に入り込んだ部分もあったという。またクロウの演じ分けについても感心しており、俳優が全力で演技をしている姿を見ると、自身もやり甲斐を感じると述べた。
『ザ・マミー/呪われた砂漠の王女』公開時はクロウについて「そのまま地でやる人」であると述べ、「そこがクロウの名優たる所以だと思う」とコメントしている。また本作ではクロウを演じるのは久しぶりだったことから、「ちょっとアクション系の、どっちかっていうとおっちゃん系の役のときに（オファーが）来る」と自身にオファーが来る役には傾向があるとも述べた。
声優が素顔や裏話を披露するスターチャンネルの番組「VOICE IN FOCUS」にクロウの吹き替えを持ち役とする役者として出演し、クロウへの思い入れや『シンデレラマン』で吹き替えを務めた際の出来事について語ったこともある。
また、『ポーカー・フェイス/裏切りのカード』の日本公開が決定した際には、クロウの吹替声優として山路が試写会に登壇することとなった。同作の試写会では「どちらかと言えばステイサム映画のようなタイトルですが、彼（クロウ）らしい世界観で深いところに持っていかれる映画でした」と述べると同時に「恥ずかしい話、最後は嗚咽するほど泣いてしまいました」と明かし、「本当に心に残る作品で、図らずも号泣してしまいました」と同作を絶賛した。

### クリストフ・ヴァルツ
クリストフ・ヴァルツは『イングロリアス・バスターズ』のハンス・ランダ役で初めて担当し、『007 シリーズ』の第24作目である『007 スペクター』のエルンスト・スタヴロ・ブロフェルド役を担当してからは大半の作品で声を当てている。
山路はヴァルツをイングロリアス・バスターズで初めて見たとき「口から生まれてきたようなこんなヤツが出て来たのか」と第一印象を感動したと述べている。
山路のヴァルツは業界内でも評価が高く、『ターザン:REBORN』の音響監督を担当した羽田野千賀子は山路のヴァルツを「山路さんはアテている感じがしない。画面に映っている人物がそのまま喋ってるように聞こえる。理想の吹替だ。」と絶賛している。山路自身も吹き替えをさせて貰えて嬉しい役者にヴァルツの名前を挙げている。
ヴァルツの特徴として「プレナレーションがないんですよ、普通なら入りの挙動があるものだけどパッと芝居に入ってしまうので声を合わせづらいがやり出すと気持ちよくなってくる」、「突然ヘンな表情を入れることで観客に?と思わせる。引っかからせる芝居が上手い」、「猫のように目の奥がコロコロ変わる」と述べている。
基本的に軽快な人で重い映画の中にポツポツと軽さを出すと分析して、ヴァルツ節の真骨頂として『おとなのけんか』を挙げている。 また、「ヴァルツ自身の演技も大変上手い」とリスペクトしていることから、ヴァルツを演じることは難しいものの、吹き替えを通じて彼らに教わっている感覚があると語っている。

### ウィレム・デフォー
『ルル・オン・ザ・ブリッジ』で初めて担当し、『スパイダーマン シリーズ』のノーマン・オズボーン（グリーン・ゴブリン）役を担当して以降、ウィレム・デフォーを多くの作品で吹き替えている。
山路はデフォーを大変気に入っており、『プラトーン』（テレビ東京版、初回放送2003年9月25日『木曜洋画劇場』）ではディレクターの向山宏志による当初のキャスティング案は、バーンズ（トム・ベレンジャー）＝森田順平、エリアス（デフォー）＝山路であったが、キャラクターの善悪の強調を狙ったプロデューサーが逆の配役にしたという。バーンズ役となった山路はデフォーに入れ込んでいたためにこの出来事を今も心残りに思っていることから声優業に関する取材で度々この件に触れており、それを知った久保も「非常に申し訳ない」と後悔の念を述べている。また、この件をきっかけとして「その役者自身を研究しても仕方がない」と以降は割り切るようになったと語り、「その画面を観て、そのときそのときで変わっている役者の演技を見る」というスタンスに変わっていったという。
山路によるデフォーの吹き替えは同業者間でも評価が高く、『ライトハウス』で吹き替えた際に共演した櫻井孝宏は「山路さんの表現が素晴らしすぎて何度も溜め息を漏らしてしまいました」と語っており、次第にデフォーが日本語を話しているようにしか思えなくなり、櫻井自身も幻覚を見ているような気分を味わったという。
過去のスパイダーマン映画に登場したヴィランたちが当時の俳優によって再登場することが話題となった『スパイダーマン:ノー・ウェイ・ホーム』にも続投。「もっとも、この人は歳よりは老けて見えるタイプだった。先日とある映画で老獪な爺さんを演じるのを見て、拍手を送っていたのだが、正直その老い方にも驚いた。ところが今作…見事に若返っている!この得体の知れない怪優とは、まだまだ長い付き合いになりそうだ」とデフォーの演技に感嘆している様子を見せた。

### その他の担当俳優・備考
ショーン・ペンは『Uターン』で初担当。ペンの吹き替えでも同業者間で高い評価を得ており、『LIFE!』がザ・シネマで新録吹替が制作された際には、殆どの声優陣が一新された中で、旧録版における山路のペンはシンクロ度が高かったことから唯一の続投となった。
『シュリ』のイ・ジャンギルの吹き替えを担当して以降、20年近く吹き替えているソン・ガンホに関して、『大統領の理髪師』で吹き替えた際に「加速度的に素晴らしい役者になっていた。“腐った魚の眼”ができる役者になっていた」と絶賛している。
ヴァンサン・カッセルについては、『ジェイソン・ボーン』で吹き替えた際に「彼の声を吹き替えるようになって、もう随分経つが…変わらない。匂い立つような、あの声あの顔。私より一回り歳下の色っぽいこの男は、今一番いい時なのかも知れない。派手ではないが、生々しいアクションもいい」と評している。
野沢那智の没後、アル・パチーノの吹き替えを引き継いでいる。『ゴッドファーザー』シリーズは1・2作目のみの担当であり、『ゴッドファーザー PART III』は担当していない。このことについては「もう何年かしたら、野沢さんに手を合わせながら、（3作目を）ぜひやらせていただきたいですね。でも、やっぱり野沢さんはまるで私とは違う、永遠に超えられない大先輩。そんな感じであの方を見ています」と語っている。
自身が吹き替えを担当する中でも苦手な俳優にケヴィン・ベーコンを挙げており、ベーコンの吹き替えの仕事が入ると、一瞬だけ憂鬱な気分に陥ると語っている。
2012年の映画『レ・ミゼラブル』は自身が長年吹き替えを務めているヒュー・ジャックマンとラッセル・クロウが出演していることから、「どっちの役が来るんだろう」と当時楽しみにしていたというが、全編が歌唱シーンであったために吹替版が作られず、オファーも一切無く残念に思ったことを明かしている。

## 人物
趣味は料理。特技としてダンスや歌、トランペット演奏があり、俳優仲間たちと趣味でトランペット同好会を開いている。
自身が好きな俳優として、三國連太郎の名前を挙げている。
自身が初めて立ち上げた芝居は怪談であり、“毎夏怪談上演”を理想とするほどの怪談好きでもある。
山路は、自身の声質を「機械っぽい声」と称しており、『破壊魔定光』のポンコツ役を演じた時にインタビューでコメントしている。また、感情の起伏の少ない役柄はトーンが同じことからストレスが溜まることもあったと語るが、一方でポンコツがおかしくなるシーンは演じていて楽しかったと語っている。
同年代の声優である井上和彦、大塚芳忠とも親交が深い。
また、自身のブログで、『ドキドキ!プリキュア』で演じているキャラクターのベールが「似てるかもしれない」と言及している。
若い頃、劇団青年座の先輩だった西田敏行に「俺、どうしたらいいんですかね?」と相談していた。その時に「お前は人との間に壁を作るからな」ときっかけは2021年時点でも、どこかに壁はあるといい、長く生きて、少しずつその壁の高さを下げたり透明にしたりできるようになったんだと語る。妻の朴璐美にも、「あんたは芝居のことしか考えていないわね」と言われるという。そんなつもりはないが、ただし、楽器をしたり、色々な趣味をしたりしても、結局芝居へ戻ってきてしまい、こんなに長く続いたことはないという。
家ではペットのロシアンブルーを2匹飼っており、精神的に溜まってきた時に猫吸いをしているという。妻である朴とはお互い家でリハーサルをしており、同じ部屋で顔を見合わせているが、二人で違うことをしているという。

## 出演（俳優）

### テレビドラマ
- おりん（1979年、TBSテレビ） - 熊造 役
- 熱中時代 刑事編 第19話「敵ながら天晴れ! 声色サギ」（1979年） - ギター弾き 役
- 御宿かわせみ 第12話「師走の客」（1980年、NHK総合） - 清之助 役
- 若き血に燃ゆる〜福沢諭吉と明治の群像（1984年、テレビ東京）
- ニュードキュメンタリードラマ昭和 松本清張事件にせまる 第7回「下山総裁怪死事件 マイ・レール・ロード」（1984年、テレビ朝日）
- 連続テレビ小説（NHK） 
  - 澪つくし（1985年） - 花村少尉 役
  - ちむどんどん（2022年） - 前田善一 役[78]
- 長七郎江戸日記 第2シリーズ 第13話「老兵は死なず」（1988年、日本テレビ） - 氷室伊織 役
- 勝海舟（1990年、日本テレビ） - 伊沢謹吾 役
- 世にも奇妙な物語（フジテレビ）
  - 第2シリーズ『カラオケBOX』（1991年） - 部長 役
  - '16春の特別編『夢見る機械』（2016年） - 理事長 役
- 泥だらけの純情（1991年、TBSテレビ）
- 松本清張作家活動40周年記念 西郷札（1991年、TBS） - 山本虎吉 役
- 西遊記 第十話（1994年、日本テレビ） - 李彪 役
- 最高の片想い（1995年、フジテレビ） - 川畑安男 役
- ハートにS「10センチの勇気」（1995年、フジテレビ）
- 恋人よ（1995年、フジテレビ） - 橋爪慶一 役
- 火曜サスペンス劇場（日本テレビ）
  - 地方記者・立花陽介6 鎌倉湘南通信局（1995年8月15日） - 鶴田俊哉 役
  - 刑事・鬼貫八郎6 十六年目の殺人（1996年8月13日） - 柏木常雄（京本政樹）の同僚医師 役
- あの声は悪魔のささやき（1995年、TBSテレビ）
- 再会（1996年、日本テレビ） - 佐藤 役
- 白愁のとき（1996年、TBS）
- ひとつ屋根の下2（1997年、フジテレビ） - 寺田繁 役
- D×D（1997年、日本テレビ）
- ギフト 第1話（1997年、フジテレビ） - 精神科医 役
- 新宿鮫 毒猿（1997年、NHK BS2）
- 眠れる森（1998年、フジテレビ） - 玉置和良 役
- はぐれ刑事純情派 パート11（1998年、テレビ朝日）
- 転勤判事4 旧盆殺人事件（1998年、日本テレビ） - 山中晃 役
- 氷の世界（1999年、フジテレビ） - 柴田吉則 役
- 救命病棟24時（1999年、フジテレビ）
- 横浜本牧殺人ファイル（2000年、TBSテレビ） - 堤健二 役
- 呪いの5キャラットダイヤ（2000年、TBSテレビ） - 聖堂雅道 役
- 茂七の事件簿 ふしぎ草紙（2001年、NHK）
- 明日があるさ スペシャル（2002年、日本テレビ）
- ウエディングプランナー SWEETデリバリー（2002年、フジテレビ）
- ビッグマネー!〜浮世の沙汰は株しだい〜（2002年、フジテレビ） - 大山 役
- オルファクトグラム（2002年、WOWOW）
- 告発弁護士シリーズ 弁護士猪狩文助4 禁断の館（2003年、TBSテレビ） - 佐々波琢治 役
- ムコ殿2003（2003年、フジテレビ）
- 愛の家〜泣き虫サトと7人の子〜（2003年、NHK） - 井上雄一 役
- 恋する京女将 音姫千尋の事件簿（2003年、TBSテレビ） - 竹村征治 役
- 仮面ライダー剣（2004年、テレビ朝日） - 烏丸啓 役
- 離婚弁護士（2004年、フジテレビ） - 中川洋司 役
- FIRE BOYS 〜め組の大吾〜（2004年、フジテレビ） - 丘野秀作 役
- ほんとにあった怖い話「深淵から」（2004年、フジテレビ） - 高野広幸 役
- 名探偵キャサリン14 旅芸人一座殺人事件（2004年、TBSテレビ） - 近藤雄二郎 役
- 警視庁三係・吉敷竹史シリーズ 寝台特急「はやぶさ」1/60秒の壁（2004年、TBS） - 染谷辰郎 役
- 連続ドラマW（WOWOW）
  - プリズナー（2008年） - 森谷 役
  - 私という運命について（2014年3月23日）
  - 平成猿蟹合戦図[79]（2014年）
  - コールドケース3 〜真実の扉〜 第7話（2021年、WOWOW） - 潮見敏夫 役
  - 邪神の天秤 公安分析班（2022年） - 堤輝久 役
  - ゴールデンカムイ -北海道刺青囚人争奪編-（2024年、WOWOW） - 鈴川聖弘 役[80]
- ご近所探偵・五月野さつき3 殺意のキャンプ場（2008年、TBSテレビ） - 銀林大三 役
- 相棒 season8 第10話「特命係、西へ!」（2010年1月1日、テレビ朝日） - 蒲田玄洋 役
- エセ肉食女の恋愛事情 第1話、第5話、第8話、第11話、第12話（2011年、BeeTV） - 永井純一 役
- カウンターのふたり 第3話「終わりと始まりの間」（2012年5月19日、TwellV） - 神部治 役
- 踊る大捜査線 THE LAST TV サラリーマン刑事と最後の難事件（2012年9月1日、フジテレビ） - 福田徹警務部長 役
- シングルマザーズ（2012年10月 - 12月、NHK） - 上村喬 役
- 終電バイバイ 第2話（2013年1月21日、TBSテレビ） - 大山 役
- ストロベリーナイト アフター・ザ・インビジブルレイン「アンダーカヴァー」（2013年1月26日、フジテレビ） - 東尾 役
- 新・ミナミの帝王 狙われた銀次郎（2013年3月16日、関西テレビ） - 菅谷昌和 役
- 女信長（2013年4月5日、フジテレビ） - 浅井久政 役
- NHK大河ドラマ
  - 軍師官兵衛（2014年） - 安国寺恵瓊 役
  - いだてん〜東京オリムピック噺〜（2019年） - 村山龍平 役
  - 麒麟がくる（2020年） - 三好長慶 役
  - べらぼう〜蔦重栄華乃夢噺〜（2025年） - 扇屋 役[81]
- 福家警部補の挨拶 第6話、第10話（2014年、フジテレビ） - 刑事部長 役
- 新・示談交渉人 裏ファイル3（2014年4月21日、TBSテレビ） - 蒲田祥二郎 役
- 夏樹静子サスペンス 逆転弁護士ヤブハラ 証言拒否（2015年2月18日、テレビ東京） - 馬越憲造 役
- 破門 (疫病神シリーズ) 第8話（2015年3月6日、BSスカパー） - 滝沢五朗 役
- ナオミとカナコ（2016年、フジテレビ） - 浅井信之 役
- ドクター調査班〜医療事故の闇を暴け〜（2016年、テレビ東京） - ナレーター
- 大阪環状線 ひと駅ごとの愛物語 第4話「スナイパーと妖精」（2016年2月3日、関西テレビ） - マスター 役
- 民王 スピンオフ〜恋する総裁選〜（2016年4月22日、テレビ朝日） - 大曲義久 役
- ドクターY〜外科医・加地秀樹〜（2016年、auビデオパス） - 三船勝之 役
- ごめん、愛してる（2017年、TBSテレビ） - 黒川龍臣 役
- 妖怪シェアハウス（2020年、テレビ朝日） - 大滝英 役
- 群青領域（2021年、NHK） - 津田尚史 役
- エルピス-希望、あるいは災い-（2022年、関西テレビ・フジテレビ） - 大門雄二 役[82]

### 配信ドラマ
- RETURN（2013年、UULA） - 挟土萬正 役
- ミス・シャーロック/Miss Sherlock（2018年、Hulu×HBOアジア） - 桐嶋亨 役

### 映画
- OL初体験 宿す（1981年）
- 襲られた女（1981年）
- 女教師を剥ぐ（1981年）
- 緊縛獄舎（1982年）
- 性炎奴隷処女（1982年）
- 猟色OL 犯す 水谷俊之（1982年）
- TATTOO＜刺青＞あり（1982年） - 三千代の新しい情人 役
- 視姦白昼夢（1982年）
- 虐待奴隷少女（1983年）
- 団鬼六 美女縄地獄（1983年）
- 若妻変態性戯（1984年）
- 丸茂ジュンの痴女伝説（1984年）
- 主婦と性生活（1984年）
- 大阪のひと（1985年）
- 夢犯（1985年）
- レイプハンター 通り魔（1986年）
- まる生ビデオルーム（1986年）
- 美姉妹 喘ぐ（1987年）
- 令嬢レズ学園（1987年）
- ハードペッティング（1987年）
- 美味しい女たち（1987年）
- ロリータ・エクスタシー 肉あさり（1987年）
- ギャツピー!ぼくらはこの夏ネクタイをする!（1990年）
- 勝手に死なせて（1995年）
- 人間椅子（1997年） - 人間椅子 役
- 団地妻'98 危険な情事（1998年）
- バッド・ガールズ（1998年）
- 団地妻'98 危険なエクスタシー（1998年）
- ベル・エポック（1998年）
- ISOLA 多重人格少女（2000年、東宝） - 森谷竜郎 役
- ホワイトアウト（2000年、東宝） - 吉兼孝義 役
- 狗神 INUGAMI（2001年、東宝） - 坊之宮隆直 役
- 極道列伝 桜と龍 （2001年）
- 突入せよ! あさま山荘事件（2002年、東映） - 石川警視正 役
- 劇場版 仮面ライダー剣 MISSING ACE（2004年、東映） - 烏丸啓 役
- 予言（2005年） - 三田村医師 役
- 渋谷物語（2005年、東映） - 野田宏 役
- 歌謡曲だよ、人生は 第6話「ざんげの値打ちもない」（2007年） - 男 役
- MADE IN JAPAN 〜こらッ!〜（2010年） - 完治 役
- 踊る大捜査線 THE FINAL 新たなる希望（2012年、東宝） - 福田徹警務部長 役
- RETURN ハードバージョン（2013年） - 挟土萬正 役
- 駆込み女と駆出し男（2015年） - 渓斎英泉 役
- 日本のいちばん長い日（2015年） - 安井藤治 役
- 帝一の國（2017年） - 東郷卯三郎 役
- 曇天に笑う（2018年） - 看守長 役
- ある用務員（2021年） - 真島善喜 役[83]
- 燃えよ剣（2021年[84]、東宝/アスミック・エース） - 佐藤彦五郎 役[85]

### オリジナルビデオ
- 難波金融伝ミナミの帝王 長編5時間版 「運命」「陰謀」「裏切り」「屈辱」「逆襲」（1998年、ケイエスエス）

### 舞台
- 死のう団（1976年）
- 肥前松浦兄妹心中（1978年） - 働かずの吾一 役
- 青春の砂のなんと早く（1980年） - 男 役
- 三文オペラ（1981年、1982年） - 大道歌手 役
- 怨（1982年） - 岡部将義 役
- 逆修の塔（1983年） - 働かずの吾一 役
- 二つのダイヤモンド（1983年） - 選手1 役
- 蜜の味（1983年） - ボーイ 役
- 宮城野（1983年） - 矢太郎 役
- 次郎長が行く（1984年） - 木暮半次郎 役
- 将軍たちの夜（1984年） - おまわりさん 役
- マンブール・ジャングル（1984年）
- ブンナよ、木からおりてこい（1985年、1988年、1992年、1994年） - 蛇 役
- 弥次喜多（1985年） - 門付 役
- パラダイス・オブ・ギンザ（1986年、1987年、1988年） - ケン・ナカガワ 役
- MANBUL JUNGLE II（1986年）
- 有頂天時代（1988年）
- 盟三五大切（1989年、1990年、1993年） - 芸者姐妃の小万 役
- 東海道四谷怪談（1990年） - お岩、お袖 役
- 橋ものがたり（1991年）
- ル・バル（1991年） - 男6役
- カルメン（1991年、1993年） - ドン・ホセ 役
- 夏の日と、星の光と（1991年） - 響野 役
- 越境者たち（1992年） - 片桐 役
- 弘誓の海の舟（1993年） - 浄安上人 役
- 月食（1994年） - アルジューナ 役
- 美女と野獣（1994年）
- 樅の木は残った（1994年） - 成瀬達馬 役
- 椿姫〜カミーユ〜（1995年） - ベラ 役
- 狸御殿（1996年） - お葛 役
- 太陽が死んだ日（1996年） - マルコス・デ・ニザ修道士 役
- ムーラン・ルージュ（1998年） - 下向哲平 役
- ロマンス・ロマンス（1998年） - アルフレッド/サム 役
- 花迷宮（1998年） - 西輝次郎 役
- 阿呆劇ファルスタッフ（1999年） - フォード 役
- 新版 四谷怪談（1999年） - 民谷伊右衛門 役
- ビギン・ザ・ビギン（2000年、2002年） - キース芦田 役
- 火の鳥 鳳凰編（2000年） - 藤原仲麻呂 役
- 美しきものの伝説（2002年） - 先生 役
- 涙の谷、銀河の丘（2003年） - 岡田まさはる 役
- 世阿彌（2003年） - 勧世十郎元雅 役
- 曲がり角の向こうには 〜RAPTURE〜（2004年） - トム 役
- 虹の橋（2004年） - 九兵衛/磯吉 役
- 深川安楽亭（2004年、2007年） - 男 役
- ファンタスティックス（2005年） - エル・ガヨ 役
- グリマー・アンド・シャイン（2005年） - マーティン・グリマー 役
- 写楽考（2005年） - 十返舎十九（重田幾五郎） 役
- 屋上庭園/動員挿話（2005年、2008年） - 並木/宇治 役
- アンナ・カレーニナ（2006年、2010年、2011年、2013年） - ニコライ・カレーニン 役
- しあわせのつぼ（2006年） - 立花良和役
- マリー・アントワネット M・A（2006年、2007年） - ボーマルシェ 役
- 宝塚BOYS（2007年、2008年、2010年、2013年） - 池田和也 役
- ハレルヤ!（2007年） - 荒巻雄太郎 役
- 王様とおばさん（2008年） - ポポカイナ・二瓶 役
- MOTHER 〜君わらひたまふことなかれ〜（2008年） - 与謝野鉄幹 役
- スーザンを探して（2009年） - ゲリー 役
- 淫乱斎英泉（2009年） - 渓斎英泉 役
- サンデー・イン・ザ・パーク・ウィズ・ジョージ 〜日曜日にジョージと公園で〜（2009年） - ジュール 役
- パパは犯罪者!?（2010年） - 中井てるゆき 役
- 富士見町アパートメント「ポン助先生」（2010年） - 山崎ポン助 役
- 戯伝写楽（2010年） - 蔦谷重三郎 役
- M・クンツェ&S・リーヴァイの世界（2010年） - ボーマルシェ 役
- 戦争にはいきたくない 〜あるネジ工場の景色〜（2011年） - 相島 役
- 奥様お尻をどうぞ（2011年） - 首相、魔女、魔物 役
- ピアフ（2011年） - ブルーノ 役
- ハムレット（2012年） - ポローニアス 役
- 灰色のカナリア（2012年） - 三浦伸介 役
- Woo!!man（2012年） - 浩介、麗子 役
- ブラック メリーポピンズ（2014年） ※声の出演
- 三文オペラ（2014年） - ジョナサン・ジェルマイヤー・ピーチャム 役
- 鑪-たたら（2015年） - 今西康平、ハナ 役
- 東憲司版「戯作者銘々伝」（2015年） - 山東京山、朋誠堂喜三二、烏亭焉馬、小林善八郎、母親 役
- 二人だけのお葬式 〜かの子と一平〜（2015年） - 岡本一平 役
- 天一坊十六番（2016年） - 大岡越前守 役
- 音楽朗読劇VOICARION〜ヴォイサリオン〜女王がいた客室（2016年） - マイカ 役
- かもめ（2016年） - ドールン 役[86]
- ドラマティカルシリーズ　リーディングvol.1「パンク・シャンソン」〜エディット・ピアフの生涯〜（2017年）
- 山路和弘ひとり語り「江戸怪奇譚〜ムカサリ〜」（2017年）
- 喝采（2017年） - バーニー・ドッド 役
- SUPER SOUND THEATRE ヴィンランド・サガ〜英雄復活の章〜（2017年） - アシェラッド 役
- シアトリカルライブ Ⅳ 〜THE BLACK PRINCE　ブラック・プリンス（2017年）  -  ベルトラン・デュ・ゲクラン将軍 役
- メリー・ポピンズ（2018年、2022年） - ジョージ・バンクス 役[87]　※駒田一とWキャスト
- 死と乙女（2018年） - ロベルト 役
- 二十日鼠と人間（2018年） - キャンディ役
- 朗読劇　神楽坂怪奇譚・棲（2018年） - 泉 鏡花 役、女役
- 罪と罰（2019年） - スヴィドリガイロフ役
- 朗読劇　東海道四谷怪談外伝・嘘（2019年） - 宅悦 役
- さけび（2019年） -フェリース 役
- 西瓜糖第7回公演「ご馳走」(2019年） - 峰岸慶次 役
- リーディングシアター「キオスク」（2019年） - ジークムント・フロイト教授 役
- サンセット大通り（2020年） - マックス・フォン・マイヤーリング 役
- ジャージー・ボーイズ（2020年、2022年） - ジップ・デカルロ 役
- 人類史（2020年） - 老人 役
- キオスク（2021年）
- ゴヤ -GOYA-（2021年） - テバ伯爵 役
- 時をちぎれ（2023年） - 嶺岡義政 役
- NOISES OFF（2023年）[88]
- プレミア音楽朗読劇「VOICARION スプーンの盾」（2023年） - ナポレオン 役
- インヘリタンス-継承-（2024年）[89]
- リーディングシアター「GOTT 神」（2024年） - ゲルトナー 役[90]
- 諸国を遍歴する二人の騎士の物語（2024年） - 騎士2 役[91]
- 平家物語 -胡蝶の被斬-（2025年）[92]
- 刀剣乱舞 士伝 真贋見極める眼（2025年） - 水野忠邦 役[93]

## 出演（声優）
太字はメインキャラクター。

### 吹き替え

#### 担当俳優
アル・パチーノ
- アイリッシュマン（ジミー・ホッファ）
- 陰謀の代償 N.Y.コンフィデンシャル（スタンフォード警察委員長）
- ゴッドファーザー シリーズ（マイケル・コルレオーネ）※2001年新録
  - ゴッドファーザー
  - ゴッドファーザー PART II

- スカーフェイス（トニー・モンタナ）※ソフト版
- ニューヨーク 最後の日々（イーライ・ウーマン）
- ブラック・ファイル 野心の代償（チャールズ・エイブラムス）
- ボーダー（デイヴィッド・“ルースター”・フィスク）
- ミッドナイト・ガイズ（ヴァレンタイン）
- ワンス・アポン・ア・タイム・イン・ハリウッド（マーヴィン・シュワーズ）

アレック・ボールドウィン
- ザ・ワイルド（ボブ・グリーン）※テレビ朝日版
- ドランク・ペアレンツ/酔っ払い夫婦の大逆転（フランク・ティーガーテン）
- マダガスカル2（マクンガ）
- ラスト・ショット（ジョー・ディヴァイン）

アンガス・マクファーデン
- クレイドル・ウィル・ロック（オーソン・ウェルズ）
- タイタス（ルーシャス）
- リベリオン（デュポン）

アントニオ・バンデラス
- 暗殺者（ミゲル・ベイン）※テレビ朝日版
- セキュリティ（エディ・ディーコン）※Netflix版
- デスペラード（エル・マリアッチ）※テレビ朝日版
- パディントン 消えた黄金郷の秘密（ハンター・カボット）
- ブラック・バタフライ（ポール）
- マイ・スウィート・ガイズ（シーザー・ドミンゲス）

ヴァル・キルマー
- セイント（サイモン・テンプラー）※テレビ朝日版
- D.N.A.（モンゴメリー）※テレビ朝日版
- バースデーケーキ:血の粛清（アンジェロ）
- ハードワイヤー 奪われた記憶（ヴァージル・カークヒル）
- ヒート（クリス）※テレビ朝日版
- ブラインド・ホライズン（フランク・キャヴァノー）
- プリズン・サバイブ（ジョン・スミス）
- マインドハンター（ジェイク・ハリス）

ヴァンサン・カッセル
- アレックス（マルキュス）
- 五日物語 -3つの王国と3人の女-（ストロングクリフ国の王）
- ウエストワールド（アンゲロン・セラック）
- クリムゾン・リバー（マックス・ケルケリアン）※ソフト版
- ゴーギャン タヒチ、楽園への旅（ポール・ゴーギャン）
- ジェイソン・ボーン（アセット）※BSテレ東版
- ジェヴォーダンの獣（ジャン＝フランソワ・ド・モランジアス）
- スパイ・バウンド（ジョルジュ）
- 美女と野獣（野獣 / 王子）
- リード・マイ・リップス（ポール・アンジェリ）

ヴィゴ・モーテンセン
- オーシャン・オブ・ファイヤー（フランク・ホプキンス）
- オーバー・ザ・ムーン（ウォーカー・ジェローム）
- ダイヤルM（デイビット・ショー）※ソフト版
- 28DAYS（エディ・ボーン）
- バニシング・ポイント 激走2000キロ（ジミー・コワルスキー）

ウィレム・デフォー
- カード・カウンター（ジョン・ゴード）
- ジョン・ウィック（マーカス）
- スパイダーマン シリーズ（ノーマン・オズボーン / グリーン・ゴブリン）
  - スパイダーマン
  - スパイダーマン2
  - スパイダーマン3
  - SPIDER-MAN ※ゲーム版
  - スパイダーマン:ノー・ウェイ・ホーム

- ダレン・シャン 〜若きバンパイアと奇怪なサーカス〜（ガブナー・パール）
- ドッグ・イート・ドッグ（マッド・ドッグ）
- トリプルX ネクスト・レベル（ジョージ・デッカート）※ソフト版、テレビ朝日版
- ノースマン 導かれし復讐者（ヘイミル）
- ビートルジュース ビートルジュース（ウルフ・ジャクソン）
- BEYOND: Two Souls（ネイサン・ドーキンス）
- ファインディング・ニモ シリーズ（ギル）
  - ファインディング・ニモ
  - ファインディング・ドリー

- ぼくの神さま（神父）
- ライトハウス（トーマス・ウェイク）
- ルル・オン・ザ・ブリッジ（ヴァン・ホーン博士）
- レジェンド・オブ・メキシコ/デスペラード（バリヨ）

ウディ・ハレルソン
- ウィルソン（ウィルソン）
- ゾンビランド（タラハシー）
- マネー・トレイン（チャーリー）※テレビ朝日版

カート・ラッセル
- エスケープ・フロム・L.A.（スネーク・プリスキン）※ソフト版
- スコーピオン（マイケル・ゼーン）
- バックドラフト（スティーブン・マカフレイ）※テレビ朝日版
- 夢駆ける馬ドリーマー（ベン・クレーン）

キム・ユンソク
- 暗数殺人（キム・ヒョンミン）
- 1987、ある闘いの真実（パク所長）
- 海にかかる霧（カン・チョルジュ船長）
- 哀しき獣（ミョン・チョナク)
- 極秘捜査（コン・ギルヨン）
- 誰もいない森の奥で木は音もなく倒れる（チョン・ヨンハ）
- チェイサー（ジュンホ元刑事）
- 天命の城（キム・サンホン）
- ノリャン -死の海-（イ・スンシン）
- ファイ 悪魔に育てられた少年（ソクテ）
- プリースト 悪魔を葬る者（キム神父）

クリストフ・ヴァルツ
- イングロリアス・バスターズ（ハンス・ランダ大佐）
- おとなのけんか（アラン・カウワン）
- ギレルモ・デル・トロのピノッキオ（ヴォルペ伯爵）
- ジャンゴ 繋がれざる者（Dr.キング・シュルツ)
- ゼロの未来（コーエン・レス）
- 007シリーズ（フランツ・オーベルハウザー / エルンスト・スタヴロ・ブロフェルド）
  - 007 スペクター
  - 007/ノー・タイム・トゥ・ダイ

- ターザン:REBORN（レオン・ロム）
- ダウンサイズ（ドゥシャン）
- モースト・デンジャラス・ゲーム（マイルズ・セラーズ）

ゲイリー・オールドマン
- アンボーン（ジョゼフ・センダック）
- エアフォース・ワン（イワン・コルシュノフ）※日本テレビ版
- クライシス（タイロン・ブラウアー博士）
- ザ・ランドロマット -パナマ文書流出-（ユルゲン・モサック）
- SIN 凶気の果て（チャーリー）
- バットマン ビギンズ（ジム・ゴードン）※日本テレビ版
- パワー・ゲーム（ニコラス・ワイアット）
- Mank/マンク（ハーマン・J・マンキーウィッツ）

ケヴィン・ベーコン
- アイ・ラブ・ディック（ディック）
- アポロ13（ジャック・スワイガート）※日本テレビ版
- インビジブル（セバスチャン・ケイン）※ソフト版
- COP CAR/コップ・カー（クレッツァー保安官）
- ザ・フォロイング（ライアン・ハーディ）
- パトリオット・デイ（リック・デローリエ）
- ピクチャー・パーフェクト（サム）
- 秘密のかけら（ラニー・モリス）
- マイ・ドッグ・スキップ（ジャック・モリス）
- レフト -恐怖物件-（セオ・コンロイ）
- ワイルドシングス（レイ・デュケ）※ソフト版

サム・ロックウェル
- ギャラクシー・クエスト（ガイ・フリーグマン）
- 銀河ヒッチハイク・ガイド（ゼイフォード・ビーブルブロックス）
- ザ・プロフェッショナル（ジミー・シルク）
- フォッシー&ヴァードン 〜ブロードウェイに輝く生涯〜（ボブ・フォッシー）

ジェイソン・ステイサム
- アドレナリン シリーズ（シェブ・チェリオス）
  - アドレナリン
  - アドレナリン:ハイ・ボルテージ

- エクスペンダブルズ シリーズ（リー・クリスマス）
  - エクスペンダブルズ
  - エクスペンダブルズ2
  - エクスペンダブルズ3 ワールドミッション
  - エクスペンダブルズ ニューブラッド

- オペレーション・フォーチュン（オーソン・フォーチュン）
- キャッシュトラック（パトリック・“H”・ヒル / ハーグリーヴズ）
- キラー・エリート（ダニー・ブライス）
- スナッチ（ターキッシュ）※ソフト版
- SPY/スパイ（リック・フォード）
- SAFE/セイフ（ルーク・ライト）
- デス・レース（ジェンセン・エイムズ）
- トランスポーター シリーズ（フランク・マーティン）※ソフト版
  - トランスポーター
  - トランスポーター2
  - トランスポーター3 アンリミテッド

- PARKER/パーカー（パーカー）
- バトルフロント（フィル・ブローカー）
- ハミングバード（ジョゼフ・スミス / ジョーイ・ジョーンズ）
- バンク・ジョブ（テリー・レザー）
- ビーキーパー（アダム・クレイ）
- ブリッツ（トム・ブラント）
- メカニック シリーズ（アーサー・ビショップ）
  - メカニック
  - メカニック:ワールドミッション

- MEG シリーズ（ジョナス・テイラー）
  - MEG ザ・モンスター
  - MEG ザ・モンスターズ2

- リボルバー（ジェイク・グリーン）
- ロシアン・ルーレット（ジャスパー・バッジェス）
- ロック、ストック&トゥー・スモーキング・バレルズ（ベーコン）
- ワイルドカード（ニック・ワイルド）
- ワイルド・スピードシリーズ（デッカード・ショウ）
  - ワイルド・スピード EURO MISSION
  - ワイルド・スピード SKY MISSION
  - ワイルド・スピード ICE BREAK
  - ワイルド・スピード/スーパーコンボ
  - ワイルド・スピード/ジェットブレイク
  - ワイルド・スピード/ファイヤーブースト

ジェイミー・フォックス
- ブルー 初めての空へ（ニコ）
- ブルー2 トロピカル・アドベンチャー（ニコ）
- Ray/レイ（レイ・チャールズ）

ジャッキー・アール・ヘイリー
- ウォッチメン（ウォルター・コバックス / ロールシャッハ）
- エルム街の悪夢（フレディ・クルーガー）
- ドミノ（ジェレマイア）

ショーン・ペン
- アイ・アム・サム（サム・ドーソン）※ソフト版
- アンビリーバブル（マルチェロ）
- L.A. ギャング ストーリー（ミッキー・コーエン）
- ザ・インタープリター（トビン・ケラー）
- ザ・ガンマン（ジム・テリア)
- シン・レッド・ライン（ウェルシュ曹長）
- チャーリー・シーンのハーパー★ボーイズ（本人役）
- ツリー・オブ・ライフ（ジャック）
- 博士と狂人（ウィリアム・チェスター・マイナー）
- ヒューゴ・プール（ヒッチハイカー）
- フェア・ゲーム（ジョー・ウィルソン）
- ミスティック・リバー（ジミー・マーカム)
- Uターン（ボビー・クーパー）
- LIFE!/ライフ（ショーン・オコンネル）※劇場公開版、ザ・シネマ版

ジョン・トラボルタ
- サブウェイ123 激突（ライダー）
- 閉ざされた森（トム・ハーディ）
- バトルフィールド・アース（タール）※ソフト版
- パニッシャー（ハワード・セイント）
- ブロークン・アロー（ディーキンス）※日本テレビ版
- マイケル（マイケル)
- ロンリーハート（エルマー・C・ロビンソン）

スコット・カーン
- ALERT 失踪者緊急警報（ジェイソン・グラント）
- NCIS:LA 〜極秘潜入捜査班 シーズン3 #21（ダニー “ダノ”・ウィリアムズ）
- HAWAII FIVE-0（ダニー “ダノ”・ウィリアムズ）

スティーヴン・ドーフ
- コールド・クリーク/過去を持つ家（デイル・マッシー）
- バッドデイズ（スキップ・コヴィッチ）
- ブレイド（ディーコン・フロスト）※テレビ東京版
- ブロークン・ハイウェイ（ジェイク・シムズ）
- レザーフェイス-悪魔のいけにえ（ハートマン保安官）

ソン・ガンホ
- 王の運命 -歴史を変えた八日間-（英祖）
- 王の願い ハングルの始まり（世宗）
- グエムル-漢江の怪物-（パク・カンドゥ）
- 殺人の追憶（パク・トゥマン）
- シークレット・サンシャイン（ジョンチャン）
- JSA（オ・ギョンピル）※ソフト版
- シュリ（イ・ジャンギル）※ソフト版、テレビ朝日版
- スノーピアサー（ナムグン・ミンス）
- 大統領の理髪師（ソン・ハンモ）
- 南極日誌（チェ・ドヒョン）
- パラサイト 半地下の家族（キム・キデク※ソフト版、日本テレビ版、BSテレ東版
- 復讐者に憐れみを（ドンジン）

デンゼル・ワシントン
- インサイド・マン（キース・フレイジャー）
- 戦火の勇気（ナット・サーリング中佐）※ソフト版
- 天使の贈りもの（ダドリー）

トニー・レオン
- インファナル・アフェア シリーズ（ヤン）※ソフト版、テレビ東京版
  - インファナル・アフェア
  - インファナル・アフェアIII 終極無間

- 傷だらけの男たち（ラウ・チンヘイ）
- ゴージャス（アルバート）※パイオニアLDC版
- シャン・チー/テン・リングスの伝説（シュー・ウェンウー）

ドルフ・ラングレン
- ジル・リップス 殺戮者（マット・ソレンソン）
- ダブル・トリガー（スペクター）
- ドルフ・ラングレン in レッド・リベンジャー（ニコライ・チェレンコ）
- ユニバーサル・ソルジャー:リジェネレーション（アンドリュー・スコット）

ドン・チードル
- アウト・オブ・サイト（モーリス・“スヌーピー”・ミラー）※ソフト版
- クラッシュ（グラハム刑事）
- ダイヤモンド・イン・パラダイス（ヘンリー・ムーア）※テレビ東京版
- ラッシュアワー2（ケニー）

ニコラス・ケイジ
- カラー・アウト・オブ・スペース -遭遇-（ネイサン・ガードナー）
- スネーク・アイズ（リック・サントーロ）※テレビ朝日版
- フェイス/オフ（キャスター・トロイ）※テレビ朝日旧録版
- フローズン・グラウンド（ジャック・ハルコム）
- マンディ 地獄のロード・ウォリアー（レッド）
- ワールド・トレード・センター（ジョン・マクローリン）

パトリック・スウェイジ
- WISH ウィッシュ/夢がかなう時（ジャック・マクラウド）
- グリーン・ドラゴン（ジム・ランス）
- トール・テイル/パラダイス・ヴァレーの奇跡（ペコス・ビル）
- ボイスレター（レイス・ダーネル）※ソフト版

ヒュー・ジャックマン
- イーグル・ジャンプ（ブロンソン・ピアリー）
- ヴァン・ヘルシング（ヴァン・ヘルシング）
- ヴァン・ヘルシング アニメーテッド（ヴァン・ヘルシング）
- X-MEN シリーズ（ローガン / ウルヴァリン）
  - X-MEN2 ※劇場公開版
  - X-MEN:ファイナル ディシジョン ※劇場公開版
  - ウルヴァリン:X-MEN ZERO
  - X-MEN:ファースト・ジェネレーション
  - ウルヴァリン:SAMURAI
  - X-MEN:フューチャー&パスト
  - LOGAN/ローガン
  - デッドプール2
  - デッドプール&ウルヴァリン

- オーストラリア（ドローヴァー）
- 彼が二度愛したS（ワイアット・ボーズ / ジェイミー・ゲッツ）
- グレイテスト・ショーマン（P・T・バーナム）
- ソードフィッシュ（スタンリー）※ソフト版
- チャッピー（ヴィンセント）
- ナイト ミュージアム/エジプト王の秘密（本人役）
- ファウンテン 永遠につづく愛（トミー / トマス / トム・クレオ）
- プリズナーズ（ケラー・ドーヴァー）※BSジャパン版
- プレステージ（ロバート・アンジャー）
- フロントランナー（ゲイリー・ハート）
- ぼくとアールと彼女のさよなら（ウルヴァリン〈ヒュー・ジャックマン〉のポスターの声）
- ミッシング・リンク 英国紳士と秘密の相棒（ライオネル・フロスト卿）
- リアル・スティール（チャーリー・ケントン）
- レミニセンス（ニック・バニスター）

ビリー・ゼイン
- ブラッドレイン（エルリッチ）
- マッド・ドッグス（マイロ）
- 真夏の出来事（ケント）
- レジェンド・オブ・エジプト（マルクス・アントニウス）※ソフト版

フィリップ・シーモア・ホフマン
- あの頃ペニー・レインと（レスター・バングス）
- フローレス（ラスティ）
- M:i:III（オーウェン・デイヴィアン）※劇場公開版

ベニチオ・デル・トロ
- ウルフマン（ローレンス・タルボット）
- 悲しみが乾くまで（ジェリー・サンボーン）
- クライム・ゲーム（ロナルド・ルッソ）
- シン・シティ（ジャッキー・ボーイ）
- トラフィック（ハビエール・ロドリゲス）
- ハンテッド（アーロン・ハラム）※ソフト版
- 野蛮なやつら/SAVAGES（ラド）
- ラスベガスをやっつけろ（ドクター・ゴンゾー）※新ソフト版

マーク・ラファロ
- コラテラル（ファニング）
- 死ぬまでにしたい10のこと（リー）
- ミッキー17（ケネス・マーシャル）

マイケル・ダディコフ
- エグゼクティブ・コマンド（リック・ハーディング博士）※ソフト版
- クラッシュ・ダイブ（ジェームズ・カーター）※ソフト版
- クラッシュ・ダイブ II（ジェイク・フラー）※ソフト版

マイケル・パレ
- オクトーバー22（ゲイリー）
- シアトル猟奇殺人捜査（ジム・レナート）
- バニシング・ヒーロー（パーシング・クイン）※テレビ東京版
- 光る眼（フランク・マクゴーワン）※テレビ朝日版
- 復讐の処刑コップ（ジム・ランドル刑事）※VHS版
- ブラックピューマ（サム・ブラウニング）※テレビ東京版
- ミッドナイトヒート（エリック・ライト）※テレビ東京版

マイケル・マドセン
- スピーシーズ 種の起源（プレス・レノックス）※テレビ朝日版
- CHOKE チョーク（ウィル）
- トゥーセカンズ（ジーン）
- ブラック・ハート（フランク・バーロウ）

ラッセル・クロウ
- アイアン・フィスト（ジャック・ナイフ）
- アメリカン・ギャングスター（リッチー・ロバーツ）
- グラディエーター（マキシマス）※ソフト版、テレビ朝日版
  - グラディエーターII 英雄を呼ぶ声

- クレイヴン・ザ・ハンター（ニコライ・クラヴィノフ）
- 消されたヘッドライン（カル・マカフリー）
- ザ・マミー/呪われた砂漠の王女（ヘンリー・ジキル博士）
- ザ・ラウデスト・ボイス -アメリカを分断した男-（ロジャー・エイルズ）
- 3時10分、決断のとき（ベン・ウェイド）
- 史上最高のカンパイ! 戦地にビールを届けた男（アーサー・コーツ）
- シンデレラマン（ジム・ブラドック）
- スリーデイズ（ジョン・ブレナン）
- ディバイナー 戦禍に光を求めて（ジョシュア・コナー）
- パパが遺した物語（ジェイク・デイヴィス）
- ブロークンシティ（ニコラス・ホステラー）
- ポーカー・フェイス/裏切りのカード（ジェイク・フォーリー）
- ミステリー、アラスカ（ジョン・ビービィ）
- ラフ・マジック（アレック・ロス）
- ロビン・フッド（ロビン・ロングストライド）

リス・エヴァンス
- イビサボーイズ GO DJ!（アイボール・ポール）
- キングスマン:ファースト・エージェント（グリゴリー・ラスプーチン）
- ナニー・マクフィーと空飛ぶ子ブタ（フィル・グリーン）
- ノッティングヒルの恋人（スパイク）※ソフト版
- HEART ハート（アレックス・マッテン）
- リトル★ニッキー（エイドリアン）

#### 映画（吹き替え）
- アイ・カム・ウィズ・ザ・レイン（ハシュフォード〈イライアス・コティーズ〉）
- 愛さずにはいられない（ジェフ〈ジョン・テニー〉）
- アイスブレーカー（カール・グリーグ〈ブルース・キャンベル〉）
- アウトブレイク（ジンボ・スコット〈パトリック・デンプシー〉）※日本テレビ版
- アクアマン/失われた王国（コーダックス〈ピルウ・アスベック〉[145]）
- アクシデンタル・スパイ（ゼン）※テレビ朝日版
- アクシデント（ジャック・ケッチャム〈ルー・ダイアモンド・フィリップス〉）
- 悪魔のくちづけ（ジェームズ・フィッツモリス〈リチャード・E・グラント〉）
- アサインメント（アニバル・ラミレス / カルロス〈エイダン・クイン〉）※ソフト版、テレビ朝日版
- アドレナリン（レミュー〈クリストファー・ランバート〉）
- アメリカン・ミー（モントーヤ・サンタナ〈エドワード・ジェームズ・オルモス〉）
- アラクニッド（レヴ・ヴァレンタイン）
- アラビアン・ナイト（シャハリヤール〈ダグレイ・スコット〉）※ソフト版
- アラモ（ジム・ボウイ〈ジェイソン・パトリック〉）
- アルカトラズからの脱出（フランク・モリス〈クリント・イーストウッド〉）※Netflix版
- アルマゲドン（ロナルド・クインシー博士〈ジェイソン・アイザックス〉）※フジテレビ版
- アンナと王様（モンクット王〈チョウ・ユンファ〉）※機内上映版
- アンナ・マデリーナ（モッヤン〈アーロン・クオック〉）
- イースト/ウエスト 遙かなる祖国（ピゴロフ）
- 家なき子 希望の歌声（ヴィタリス〈ダニエル・オートゥイユ〉[146]）
- イコライザー（テディ〈マートン・チョーカシュ〉）
- ICHIGEKI 一撃（ファイザル〈マット・シュルツ〉）
- ヴァンパイア/最期の聖戦（ジャック・クロウ〈ジェームズ・ウッズ〉）※ソフト版
- エアポート'03（カート〈デヴィッド・ジェームズ・エリオット〉）
- エア・レイジ（サイクス大佐〈シリル・オライリー〉）
- エイリアン4（エルジン〈マイケル・ウィンコット〉）※ソフト版
- エグゼキューター 復讐の黙示録（ジュールズ・バーナード〈フォレスト・ウィテカー〉[147]）※テレビ東京版
- エグゼクティブ・プロテクション（ニコラス・レーマン）
- エニグマ奪還（オルーク〈マット・ルブランク〉）
- NYPD15分署（ニック・チェン〈チョウ・ユンファ〉）※テレビ朝日版
- エネミー・ライン（トム・オマリー特務曹長〈デヴィッド・キース〉）※ソフト版
- エベレスト 3D（アナトリ・ブクレーエフ〈イングヴァール・E・シーグルソン〉）
- エンジェル ウォーズ（賢者/バスの運転手〈スコット・グレン〉）
- エンジェル・スノー（チョ先生〈キム・チャンワン〉）
- 王の涙 -イ・サンの決断-（クァン〈チョ・ジェヒョン〉）
- オクトパス（ジャック・ジョー艦長〈デヴィッド・ビークロフト〉）※テレビ朝日版
- オッペンハイマー（ルイス・ストローズ〈ロバート・ダウニー・ジュニア〉[148]）
- 踊れトスカーナ!（レヴァンテ・クァリーニ〈レオナルド・ピエラッチョーニ〉）
- オペレーション・メコン（カオ〈チャン・ハンユー〉）
- 俺たちニュースキャスター（ロン・バーガンディ〈ウィル・フェレル〉）
- 怪獣大決戦ヤンガリー（キャンベル教授〈リチャード・B・リヴィングストン〉）
- 快盗ブラック・タイガー（マヘスワン〈スパコン・ギッスワーン〉）
- カスケーダー（ピエール）
- カル（チェ刑事〈ハン・ソッキュ〉）
- カンフー・ヨガ（ランドル〈ソーヌー・スード〉[149]）
- 紀元前1万年（ティクティク〈クリフ・カーティス〉）※劇場公開版
- キッドナッパー（ユリス）
- 気まぐれな狂気（カーティス・フリーリー〈キーファー・サザーランド〉）
- キャッツ（グロールタイガー〈レイ・ウィンストン〉[150]）
- キャッツ & ドッグス（Mr.ティンクルズ）※劇場公開版
- キャデラック・マン（ジョーイ〈ロビン・ウィリアムズ〉）※テレビ東京版
- ギャンブル・プレイ（ロジェ〈チェッキー・カリョ〉）
- 救命士（サイ・コーテス〈クリフ・カーティス〉）
- キルスティン・ダンストの大統領に気をつけろ!（ボブ・ハルデマン〈デイヴ・フォーリー〉）
- キル・ビル Vol.2（ラリー・ゴメス〈ラリー・ビショップ〉）
- キング・オブ・エジプト（後のベック〈リンゼイ・ファリス〉[151]）
- キング・オブ・コップ（ベン・ファイン〈ジョー・ペニー〉）
- キングコング（ジャック・プレスコット〈ジェフ・ブリッジス〉）※テレビ朝日新録版
- クッキー・フォーチュン（オーティス・タッカー警部〈コートニー・B・ヴァンス〉）
- グラン・ブルー（ダフィー〈グリフィン・ダン〉）※テレビ東京版
- グリッドファイヤー（ジェイク・ゴースキー〈デヴィッド・ハッセルホフ〉）
- グリマーマン（ジム・キャンベル〈キーネン・アイヴォリー・ウェイアンズ〉）※テレビ朝日版
- クローン（スペンサー・オーラム〈ゲイリー・シニーズ〉）
- クロスゲージ（ジェイムズ・ダン軍曹〈キーネン・アイヴォリー・ウェイアンズ〉）
- 黒武者（レイフ〈ロレンツォ・ラマス〉）
- 拳神 KENSHIN（ジン21〈ロイ・チョン〉）
- GO!GO!ガジェット2（ガジェット〈フレンチ・スチュワート〉）
- GOAL!（グレン・フォイ〈スティーヴン・ディレイン〉）
- GOAL!2（グレン・フォイ〈スティーヴン・ディレイン〉）
- 恋におちたシェイクスピア（ネッド・アレン〈ベン・アフレック〉[152]）
- 恋は邪魔者（ピーター・マクマナス〈デヴィッド・ハイド・ピアース〉）
- ゴジラvsコング（ウォルター・シモンズ〈デミアン・ビチル〉[153]）
- コラテラル・ダメージ（ピーター・ブランド〈イライアス・コティーズ〉）※ソフト版
- コレクター（ウィル・ルドルフ〈トニー・ゴールドウィン〉）※テレビ朝日版
- コンクエスタドール（ファルヴィック伯爵 / グウィド〈マティイ・コズラフスキー〉）
- 13デイズ（ケネス・オドネル〈ケビン・コスナー〉）※テレビ朝日版
- サイバー・ソルジャー 史上最強の戦闘兵器（ソロ〈マリオ・ヴァン・ピーブルズ〉）
- ザ・クライアント 依頼人（バリー・マルダーノ〈アンソニー・ラパーリア〉）※テレビ朝日版
- ザ・ファイター（ディッキー・エクランド〈クリスチャン・ベール〉）
- ザ・プレイヤー（ラリー・レヴィ〈ピーター・ギャラガー〉）※テレビ朝日版
- さらば、わが愛/覇王別姫（チョン・ティエイー〈レスリー・チャン〉）
- サルバドールの朝（ヘスス〈レオナルド・スバラグリア〉）
- ザ・ロイヤル・テネンバウムズ（リッチー・テネンバウム〈ルーク・ウィルソン〉）
- サロゲート（トム・グリアー〈ブルース・ウィリス〉[154]）
- サンキュー・スモーキング（ニック・ネイラー〈アーロン・エッカート〉）
- 三銃士/王妃の首飾りとダ・ヴィンチの飛行船（ダルタニアンの父〈デクスター・フレッチャー〉）※テレビ朝日版
- シークレット・オブ・アメリカ（トニー・ラゾーカ〈エリック・ロバーツ〉）
- しあわせ色のルビー（センダー・ホロウィッツ〈クリストファー・エクルストン〉）
- 幸せの教室（ディーン・テイノー〈ブライアン・クランストン〉）
- ジェイド（ボブ・ハーグローヴ〈マイケル・ビーン〉）
- 地獄の処刑コップ/復讐の銃弾（ニック・アダムス）※テレビ東京版
- 地獄曼陀羅 アシュラ（アショーク・チョプラ）
- 史上最悪のボートレース ウハウハザブーン（ボブ・マッグロー〈ティム・マシスン〉）
- 60セカンズ（ドライコフ〈ティモシー・オリファント〉）※ソフト版
- 至福のとき（チャオ〈チャオ・ベンシャン〉）
- シャークアタック（マイルズ・クレイヴン博士）
- ジャック・フロスト（ジャック・フロスト〈マイケル・キートン〉）
- 軍鶏-Shamo-（黒川健児〈フランシス・ン〉）
- 12人の怒れる男 評決の行方（陪審員7番〈トニー・ダンザ〉）※NHK版
- ジュエルに気をつけろ!（カール・ハーディング〈ポール・ライザー〉）
- 将軍の娘/エリザベス・キャンベル（ウィリアム・ケント大佐〈ティモシー・ハットン〉）
- 処刑人 シリーズ（コナー・マクマナス〈ショーン・パトリック・フラナリー〉）
  - 処刑人
  - 処刑人II
- ジョニー・イングリッシュ（パスカル・ソヴァージュ〈ジョン・マルコヴィッチ〉）※劇場公開版
- 死霊のえじき（ヘンリー・ローズ大尉〈ジョセフ・ピラトー〉[155]）
- シルバーホーク（アキラ・シライシ〈岩城滉一〉）
- シルミド/SILMIDO（ハン・サンピル〈チョン・ジェヨン〉）※ソフト版
- 人生は、時々晴れ（フィル〈ティモシー・スポール〉）
- スーパーマンII（ゾッド将軍〈テレンス・スタンプ〉）※テレビ朝日新緑版
- 推理作家ポー 最期の5日間（エドガー・アラン・ポー〈ジョン・キューザック〉）
- スコーピオン・キング（メムノーン〈スティーブン・ブランド〉）※日本テレビ版
- スター・ウォーズシリーズ（ダース・モール）
  - スター・ウォーズ エピソード1/ファントム・メナス[156]
  - ハン・ソロ/スター・ウォーズ・ストーリー
- スターダスト（セプティマス〈マーク・ストロング〉）
- スタートレック（ウィラード・デッカー〈スティーヴン・コリンズ〉）※ソフト版
- ステート・ウイズイン 〜テロリストの幻影〜（マーク・ブライドン〈ジェイソン・アイザックス〉）
- ストーミー・マンディ（ブレンダン〈ショーン・ビーン〉）
- ストリートファイター（ベガ〈ジェイ・タバーレ〉）※ソフト版
- ストリートファイター ザ・レジェンド・オブ・チュンリー（ベガ〈ニール・マクドノー〉）
- スノー・ドッグ（マイケル・ボルトン、アーネスト・フリオ・ラファエル・サンティスト）
- スノーホワイト（森の番人ビース〈イアン・マクシェーン〉[157]）
- スパイキッズ4D:ワールドタイム・ミッション（タイムキーパー〈ジェレミー・ピヴェン〉）
- スパイゲーム（ハリー〈ビル・プルマン〉）
- スパイダー・ボーイ ゴキブリンの逆襲（ゴキブリン / ドドイ）
- スピーシーズ 種の起源（スティーブン・アーデン〈アルフレッド・モリーナ〉）※ソフト版
- スピード2（アレックス〈ジェイソン・パトリック〉）※ソフト版
- スペースバンパイア（コリン・ケイン大佐〈ピーター・ファース〉）※テレビ朝日新録版
- スペシャリスト（トマス・レオン〈エリック・ロバーツ〉）※テレビ朝日版
- スラップ・ショット2（ショーン・リンデン〈スティーヴン・ボールドウィン〉）
- SLAM（レイ・ジョシュア）
- 300 〈スリーハンドレッド〉 〜帝国の進撃〜（テミストクレス〈サリバン・ステイプルトン〉）
- セイブ・ザ・ワールド（スティーブ・トバイアス〈マイケル・ダグラス〉）
- 絶体×絶命（ピーター・マッケイブ〈マイケル・キートン〉）※ソフト版、（フランク・コナー〈アンディ・ガルシア〉）※テレビ朝日版
- セブンソード（フォン〈スン・ホンレイ〉）
- ゼロ・エフェクト（ダリル・ゼロ〈ビル・プルマン〉）
- ソウ2（エリック・マシューズ〈ドニー・ウォルバーグ〉）
- それでも恋するバルセロナ（フアン・アントニオ〈ハビエル・バルデム〉）
- ゾンビランド:ダブルタップ（アルバカーキ〈ルーク・ウィルソン〉）
- ダークナイト ライジング（ベイン〈トム・ハーディ〉）
- タイガー・マウンテン 雪原の死闘（ヤン・ズーロン〈チャン・ハンユー〉）
- タイタンの戦い（ドラコ隊長〈マッツ・ミケルセン〉[158]）※テレビ朝日版
- 大統領の条件（ジェームズ・ガスリー上院議員〈ジェームズ・リード〉）
- Touch タッチ（ジュヴナル〈スキート・ウールリッチ〉）
- 007/美しき獲物たち（マックス・ゾリン〈クリストファー・ウォーケン〉）※ソフト版
- チェリー2000（レスター〈ティム・トマーソン〉）
- チェンバー/凍った絆（マーヴィン・クレイマー）
- チャーリーズ・エンジェル フルスロットル（レイ・カーター〈ロバート・パトリック〉）※劇場公開版
- 追撃者（サイラス〈ミッキー・ローク〉）※テレビ東京版
- ツイスター（ビル・ハーディング〈ビル・パクストン〉）※ソフト版
- 追跡者（マーク・シェリダン〈ウェズリー・スナイプス〉）※ソフト版
- 妻の恋人、夫の愛人（フィリックス・ウェッブ〈ランベール・ウィルソン〉）
- D.N.A.V（ウェイド・パーカー〈ロバート・キャラダイン〉）
- D-TOX（ハンク〈トム・ベレンジャー〉）※テレビ東京版
- ディアボリーク 悪魔の刻印（スタニスラフ・ナギー〈ティル・シュヴァイガー〉）
- ディスクロージャー（マーク・リューイン〈デニス・ミラー〉）※テレビ朝日版
- デッドマン（ウィリアム・ブレイク〈ジョニー・デップ〉）
- デトネーター（マイケル・シェパード〈ウィリアム・ホープ〉）※テレビ東京版
- デモリションマン（エドガー・フレンドリー〈デニス・リアリー〉）※テレビ朝日版
- テロリスト・ゲーム2/危険な標的（ミルズ・ヴァン・ディーン）※ソフト版
- トーク・トゥ・ハー（マルコ・ズルアガ〈ダリオ・グランディネッティ〉）
- トータル・フィアーズ（ジョン・クラーク〈リーヴ・シュレイバー〉）※フジテレビ版
- ドーベルマン（ボーマン刑事）
- ドクター・ドリトル シリーズ（犬のラッキー）
  - ドクター・ドリトル ※日本テレビ版
  - ドクター・ドリトル2 ※テレビ朝日版
- トスカーナの休日（マルティニ〈ヴィンセント・リオッタ〉）
- 特攻野郎Aチーム THE MOVIE（ブロック・パイク〈ブライアン・ブルーム〉[159]）
- 隣のヒットマン（ヤンニ・ゴーゴラック〈ケヴィン・ポラック〉）
- 隣のヒットマンズ 全弾発射（ラズロ・ゴーゴラック〈ケヴィン・ポラック〉）
- ドラゴンハート 最後の闘い（サー・ホーサ〈ドミニク・マフハム〉）
- ドラゴンロード（副長官〈チャーリー・チャン〉[160]）※ソフト版
- トランスフォーマー/ビースト覚醒（ユニクロン[161]）
- ドリームキャッチャー（オーウェン・アンダーヒル〈トム・サイズモア〉）
- ドリヴン（ボー・ブランデンバーグ〈ティル・シュヴァイガー〉）※日本テレビ版
- トリプルX（ヨーギ〈マートン・チョーカシュ〉）※テレビ朝日版
- トワイライト 葬られた過去（リューベン・エスコバル〈ジャンカルロ・エスポジート〉）
- NINE（グイド・コンティーニ〈ダニエル・デイ＝ルイス〉）
- ナインスゲート（ディーン・コルソ〈ジョニー・デップ〉）※テレビ朝日版
- 9デイズ（ローランド・イエーツ〈ジョン・スラッテリー〉）※ソフト版
- ナルニア国物語/第3章: アスラン王と魔法の島（ドリニアン卿[162]）
- 二重スパイ（イム・ビョンホ〈ハン・ソッキュ〉）
- ニュートン・ボーイズ（ジェス・ニュートン〈イーサン・ホーク〉）
- ニューヨーク大地震（ジョン・ライカー〈グレッグ・エヴィガン〉）
- ネゴシエーター（マイケル・コーダ〈マイケル・ウィンコット〉）※テレビ朝日版
- ネットフォース（アレックス・マイケルズ〈スコット・バクラ〉）※NHK版
- ネバー・ダイ・アローン（キング・デイビット〈DMX〉）
- ノー・エスケイプ（T・J・ロビンス〈レイ・リオッタ〉）※テレビ東京版
- バーティカル・リミット（スキップ）※テレビ朝日版
- バイオハザード（スペンサー・パークス〈ジェームズ・ピュアフォイ〉[163]）※フジテレビ版
- ハイ・フィデリティ（ブルース・スプリングスティーン）
- 博士の異常な愛情（ストレンジラヴ博士、ライオネル・マンドレイク大佐、マーキン・マフリー大統領〈ピーター・セラーズ〉）※ソフト版
- バッドボーイズ2バッド（ヘクター・ファン・カルロス“ジョニー”タピア〈ジョルディ・モリャ〉）※テレビ朝日版
- バットマン フォーエヴァー（ディック・グレイソン / ロビン〈クリス・オドネル〉）※テレビ朝日版
- バニシング・チェイス/激突!潜入捜査網25時（タフト〈ランス・ヘンリクセン〉）
- バニシング・ヒート/カリブ燃える捜査線（トレバー〈デヴィッド・ヘアウッド〉）※テレビ東京版
- ハムナプトラ/失われた砂漠の都（ダニエルズ〈コーリイ・ジョンソン〉）※日本テレビ版
- 薔薇の素顔（ビル・キャパ〈ブルース・ウィリス〉）※テレビ東京版
- バンディダス（タイラー・ジャクソン〈ドワイト・ヨアカム〉）
- ハンテッド（ポール・ラシーヌ〈クリストファー・ランバート〉）
- ピース・ピープル（ジョージ〈ブライアン・F・オバーン〉）
- ビッグ・トラブル（アーサー・ハーク〈スタンリー・トゥッチ〉）
- BFG: ビッグ・フレンドリー・ジャイアント（BFG / ビッグ・フレンドリー・ジャイアント〈マーク・ライランス〉[164]）
- ビッグ・リボウスキ（デュード〈ジェフ・ブリッジス〉）※VHS・旧DVD版
- ヒトラーの贋札（サロモン・ソロヴィッチ〈カール・マルコヴィックス〉）
- ビバリーヒルズ・コップ3（エリス・デウォルド〈ティモシー・カーハート〉）※テレビ朝日版
- ヒューマンネイチュア（ネイサン〈ティム・ロビンス〉）
- ファースト・マン（ディーク・スレイトン〈カイル・チャンドラー〉）
- ファングス（フランク・ダブロック）
- 54 フィフティ★フォー（スティーヴ・ルベル〈マイク・マイヤーズ〉）※ソフト版
- フェリックスとローラ（フェリックス〈フィリップ・トレトン〉）
- フォー・ウェディング（マシュー〈ジョン・ハナー〉）
- ブコバルに手紙は届かない（トーマ〈ボリス・イサコヴィッチ〉）
- フューネラル（ジョニー〈ヴィンセント・ギャロ〉）
- プライベート・ライアン（リチャード・ライベン二等兵〈エドワード・バーンズ〉）※テレビ朝日版
- ブラック・ダイヤモンド（フェイト〈DMX〉）※テレビ朝日版
- ブラックホーク・ダウン（フート一等軍曹〈エリック・バナ〉）※テレビ東京版
- プラトーン（ボブ・バーンズ2等軍曹〈トム・ベレンジャー〉）※テレビ東京版
- PLANET OF THE APES/猿の惑星（セード〈ティム・ロス〉[165]）※ソフト版
- フルメタルポイント（エメット・ラーキン）
- プロジェクトA2 史上最大の標的（タイガー〈チャーリー・チャン〉）※ソフト版
- フロム・ダスク・ティル・ドーン2（バック〈ロバート・パトリック〉）
- ベイブ/都会へ行く（ボブ）※日本テレビ版
- ベッドタイム・ストーリー（ケンドル・ダンカン〈ガイ・ピアース〉）
- ベン・ハー（メッサラ〈スティーヴン・ボイド〉[166]）※テレビ東京版
- ボーイズ・オン・ザ・サイド（ニック）
- ホーンテッドマンション（エドワード・グレイシー〈ナサニエル・パーカー〉）
- ポイント・ブランク（スティーヴン・ラードナー〈ハンク・アザリア〉）
- ポセイドン（アルバート・ケナー副長）
- ホビットシリーズ
  - ホビット 竜に奪われた王国（バルド〈ルーク・エヴァンズ〉）
  - ホビット 決戦のゆくえ（バルド〈ルーク・エヴァンズ〉[167]）
- ボルケーノ・クライシス（サム・コンウェイ〈シリル・オライリー〉）
- ポワゾン（ビリー / ウォルター・ダウンズ / メフィスト〈トーマス・ジェーン〉）※テレビ東京版
- マークスマン（ジム・ハンソン〈リーアム・ニーソン〉[168]）
- マーベル・シネマティック・ユニバース
  - キャプテン・アメリカ/ザ・ファースト・アベンジャー（ヨハン・シュミット / レッドスカル〈ヒューゴ・ウィーヴィング〉）
  - アベンジャーズ/インフィニティ・ウォー（レッドスカル / ストーンキーパー〈ロス・マーカンド〉[169]）
  - アベンジャーズ/エンドゲーム（レッドスカル / ストーンキーパー〈ロス・マーカンド〉[170]）
- マッハ!!!!!!!!（ドン）
- マルセイユ・ヴァイス（マックス・タヴァレス）
- M:i:II（ショーン・アンブローズ〈ダグレイ・スコット〉）※テレビ朝日版
- ミリオンダラー・ホテル（ジョン・ディクシー〈ピーター・ストーメア〉）
- ムーラン・ルージュ（公爵〈リチャード・ロクスバーグ〉）
- 名犬ラッシー（サム・カラコフ〈ジョン・リンチ〉）
- メガロドン（ロス・エリオット）
- YAMAKASI（ヴァンサン）
- ヤング・ブラッド（フェブル〈ティム・ロス〉）
- U.S.ソルジャーズ（デヴリン）
- U-571（アンドリュー・タイラー大尉〈マシュー・マコノヒー〉）※テレビ朝日旧録版
- 夕陽のガンマン（モンコ〈クリント・イーストウッド〉）※ソフト版
- 夕べの星（ジェリー・ブルックナー〈ビル・パクストン〉）
- ライフ・イズ・コメディ! ピーター・セラーズの愛し方（ピーター・セラーズ〈ジェフリー・ラッシュ〉）
- ラスト・キャッスル（ドク）
- ラストサムライ（バグリー大佐〈トニー・ゴールドウィン〉）※ソフト版
- ラスト・ボーイスカウト（ジミー・ディックス〈デイモン・ウェイアンズ〉）※テレビ朝日版
- ラビリンス/魔王の迷宮（魔王ジャレス〈デヴィッド・ボウイ〉）※ソフト版
- ラリー・フリント（ジミー・フリント〈ブレット・ハレルソン〉）
- ランボー/最後の戦場（ルイス〈グレアム・マクタヴィッシュ〉）※テレビ東京版
- リベラ・メ（ヒス〈チャ・スンウォン〉）
- 理由（ボビー・アール〈ブレア・アンダーウッド〉）※テレビ東京版
- 隣人は静かに笑う（オリヴァー・ラング〈ティム・ロビンス〉）※ソフト版
- レイン（ジョー〈プリムシニー・ラタナソパァー〉）
- レオン（マルキー〈ピーター・アペル〉）※テレビ朝日版
- レジェンド・オブ・ゾロ（アルマン伯爵〈ルーファス・シーウェル〉）※日本テレビ版
- ロード・トリップ パパは誰にも止められない!（ジェームズ・ポーター〈マーティン・ローレンス〉）
- ロミオ・マスト・ダイ（カイ〈ラッセル・ウォン〉[171]）※ソフト版
- ワーロック/ジ・エンド・オブ・ミレニアム（ワーロック〈ブルース・ペイン〉）
- ワイルド・サイド（トニー〈スティーヴン・バウアー〉）
- わんわん!ホーム・アローン2（カールニー）

#### ドラマ
- アウトバーン・コップ（ゼミル・ゲーカーン〈エルドゥアン・アタライ〉）
- ある結婚の風景（ジョナサン〈オスカー・アイザック〉[172]）
- ER緊急救命室
  - シーズン3 #11（ギネ〈ジェームズ・マクドネル〉）
  - シーズン4 #3（ケイシー〈ダニエル・クイン〉）、#9（クリグマン）
  - シーズン5 #14, #15（リチャード・アボット〈コナー・オファレル〉）
  - シーズン6 #1, #2（ロバート・マーチン〈ブライアン・ラスムッセン〉）、#19（チャジー〈スティーヴン・フリン〉）
  - シーズン7 #21, #22（デレク〈テッド・マルクス〉）
  - シーズン13 #17（マリオ・ダンストン〈ショーン・ブレイクモア〉）
- WITHOUT A TRACE/FBI 失踪者を追え!（コスモ・ソロス）
- エグザイル 戦慄の絆（リッキー・トゥルス）
- NCIS 〜ネイビー犯罪捜査班（アレハンドロ・リヴェラ）
- オールイン 運命の愛（マイケル・チャン〈キム・ビョンセ〉）
- オクニョ 運命の女（パク・テス〈チョン・グァンリョル〉[173]）
- 仮面の王 イ・ソン（テモク〈ホ・ジュノ〉）
- 騎馬警官（フォード捜査官）
- クッキ 〜菊熙〜（ソン・ジュテ〈パク・ヨンギュ〉）
- クリミナル・マインド FBI行動分析課
  - シーズン1 #20（レイモンド・マッカーシー〈マーク・トッティ〉）
  - シーズン4 #3（ベンジャミン・サイラス〈ルーク・ペリー〉）
  - シーズン6 #8（レット・ウォルデン〈ロバート・ネッパー〉）
- 刑事フォイル（クリストファー・フォイル〈マイケル・キッチン〉[174]）
- 高慢と偏見（ジョージ・ウィッカム）
- コミンスキー・メソッド（サンディ・コミンスキー〈マイケル・ダグラス〉）
- ザ・タイタニック 運命の航海（ウィン・パーク〈ピーター・ギャラガー〉）
- ザ・ネバーズ（フランク・マンディ〈ベン・チャップリン〉[175]）
- ザ・パシフィック（グラント軍医）
- 三銃士（仁祖〈キム・ミョンス〉[176]）
- CSI:ニューヨーク6（ルーファス・ノックス〈ドミニク・キーティング〉）
- CSI:マイアミ10 ザ・ファイナル #4（ディエゴ・ナヴァロ〈カルロス・バーナード〉）
- スーパーナチュラル（ゼウス）
- SCORPION/スコーピオン シーズン1 #5（ネッド・ウォーカー）
- スタートレック:ディープ・スペース・ナイン（キーヴァン）
- スタートレック:エンタープライズ（ソヴァル）
- スティーブン・キングの悪魔の嵐（アンドレ・リノージュ〈コルム・フィオール〉）※ソフト版
- スティーヴン・キングのローズ・レッド（ニック・ハーダウェイ〈ジュリアン・サンズ〉）
- ダークエンジェル
  - シーズン1 #19（チャールズ・スミス〈セバスチャン・スペンス〉）※ソフト版
  - シーズン2 #14（マーロウ）※ソフト版
- 第一容疑者2 顔のない少女（ジェイソン・レイノルズ）
- 第一容疑者3 朽ちた野望（ヴェラ・レイノルズ〈ピーター・カパルディ〉）
- 第一容疑者4 消えた幼児（クリス・エドワード・ヒューズ〈ロバート・グレニスター〉）
- タイムレス（ガルシア・フリン〈ゴラン・ヴィシュニック〉）
- 太陽を抱く月（成祖〈アン・ネサン〉）
- チュモン 〜朱蒙〜（プウィヨム）
- TAKEN（オーウェン・クロフォード〈ジョエル・グレッチ〉）
- ドールハウス Dollhouse シーズン1 #5（ジョナス・スパロウ〈ブライアン・ブルーム〉）
- ドクター・フー（9代目ドクター〈クリストファー・エクルストン〉）
- ドラキュラ伯爵（ドラキュラ伯爵〈クレス・バング〉）
- バーン・ノーティス 元スパイの逆襲（ハリック, アンソン）
- 馬医（イ・ミョンファン〈ソン・チャンミン〉）
- ハイテク武装車バイパー2（トーマス・コール）
- FARGO/ファーゴ（ローン・マルヴォ〈ビリー・ボブ・ソーントン〉）
- ふたりは最高!ダーマ&グレッグ
  - シーズン3 #17（スコット・ケリー〈ジェイソン・ベギー〉）
  - シーズン4 #12（トビアス・カラドニー）
- THE BLACKLIST/ブラックリスト（アンズロ・ギャリック〈リッチー・コスター〉）
- ベイツ・モーテル
- 紅はこべ（サー・パーシー・ブレイクニー〈リチャード・E・グラント〉）
- ホテル・バビロン（マクブライド）
- ホワイトカラー（エドガー・ハルブリッジ）
- マーダーズ・イン・ビルディング シーズン1 #3・4（スティング[177]）
- マードック・ミステリー 〜刑事マードックの捜査ファイル〜（ジャスパー・リニー巡査部長）
- ミディアム5 霊能者アリソン・デュボア（ルーカス・ハーヴェイ）
- 名探偵ポワロ 五匹の子豚（フィリップ〈トビー・スティーブンス〉）
- 名探偵モンク6 #14（ロデリック・ブロディ〈ノア・エメリッヒ〉）
- リゾーリ&アイルズ ヒロインたちの捜査線（チャールズ・ホイト）

#### アニメ
- ガーディアンズ 伝説の勇者たち（ピッチ・ブラック / ブギーマン）
- コララインとボタンの魔女 3D（チャーリー・ジョーンズ）
- ジャスティス・リーグ・アクション（デッドショット）
- スクルージ:クリスマス・キャロル（エベニーザ・スクルージ）
- ズートピア（ミスター・ビッグ）
- スター・ウォーズ/クローン・ウォーズ（ダース・モール）
- スター・ウォーズ 反乱者たち（モール）
- DC がんばれ!スーパーペット（レックス・ルーサー[178]）
- トイ・ストーリー3（チャターフォン）
- トナカイになったオリーブ（郵便配達夫）
- ねこのガーフィールド（ヴィック[179]）
- ハッピー フィート2 踊るペンギンレスキュー隊（スヴェン）
- ブラザー・ベア（シトゥカ）
- ボルト（マネージャー）
- ホワット・イフ...?（ヨハン・シュミット / レッド・スカル）
- メリダとおそろしの森（ファーガス王）
- モアナと伝説の海2（ケレ[180]）
- モンスターVSエイリアン（W.R.モンガー将軍）
- ランゴ（ロードキル）
- LEGO スター・ウォーズ エンパイア・ストライクス・アウト（ダース・モール）
- LEGO スター・ウォーズ/恐怖のハロウィーン（ダース・モール）
- LEGO スター・ウォーズ/リビルド・ザ・ギャラクシー（モール）
- ワンダフルデイズ（副官）
- わんわん物語II（バスター）

### テレビアニメ
1996年
- 名探偵コナン（1996年 - 2020年、綾城行雄、谷口昇、北浦京吾、服部平蔵）

1998年
- るろうに剣心 -明治剣客浪漫譚-（メルダース中尉）

2001年
- 幻想魔伝 最遊記（敖潤）
- ジーンシャフト（ラリィ）
- 週刊ストーリーランド『手錠の謎』（本多圭太郎）
- とっとこハム太郎（メガネ屋さん〈美良野 丈二〉）
- 破壊魔定光（ポンコツ）

2003年
- クレヨンしんちゃん（ウル副大臣）※山路和宏と誤表記
- LAST EXILE（レシウス・ダゴベール）

2005年
- MONSTER（ティンガー）

2006年
- 蟲師（周の父）

2007年
- 金田一少年の事件簿（2007年 - 2015年、影島十三、毛利御門）1シリーズ + 特別編

2008年
- ゴルゴ13（エリック）

2012年
- PSYCHO-PASS サイコパス（2012年 - 2014年、雑賀譲二） - 2シリーズ
- ソードアート・オンライン（2012年 - 2013年、結城彰三） - 1シリーズ + 特別編
- べるぜバブ（ジャバウォック）

2013年
- THE UNLIMITED 兵部京介（マルディーニ）
- ドキドキ!プリキュア（ベール、高倉裕次郎）

2014年
- 牙狼〈GARO〉-炎の刻印-（先代黄金騎士）
- スペース☆ダンディ（ミャウの父）
- 遊☆戯☆王ARC-V（ナレーション）
- 47都道府犬R（三重犬）
- ONE PIECE（2014年 - 2024年、セニョール・ピンク、ギルド・テゾーロ、フィガーランド・ガーリング聖）

2015年
- 学戦都市アスタリスク（ナレーション）
- 血界戦線（ヤハビオ）
- すべてがFになる THE PERFECT INSIDER（真賀田左千朗）
- 戦姫絶唱シンフォギア シリーズ（2015年 - 2019年、風鳴八紘） - 3シリーズ
- ディスク・ウォーズ:アベンジャーズ（ドルマムゥ）
- デュラララ!!×2 承（ドラコン）
- ワンパンマン（2015年 - 2019年、シルバーファング / バング） - 2シリーズ

2016年
- エンドライド（アリシアの父）
- ジョーカー・ゲーム（有崎直哉子爵）
- ドラゴンボール超（ヒット）
- 91Days（ヴィンセント・ヴァネッティ）
- 夏目友人帳 伍（タクマ）
- ブブキ・ブランキ（ギー・バルヴィル・アベイユ） - 2シリーズ
- ONE PIECE 〜ハートオブゴールド〜（ギルド・テゾーロ）
- 6HP/シックスハートプリンセス（孝ちゃん）

2017年
- 青の祓魔師 京都不浄王篇（藤堂三郎太）
- カミワザ・ワンダ（グレイト）
- 銀魂.（2017年 - 2018年、范堺）
- サクラクエスト（ドク）
- 夏目友人帳 陸（タクマ）
- GRANBLUE FANTASY The Animation（オイゲン）
- バチカン奇跡調査官（キッド・ゴールドマン）
- 将国のアルタイル（ブレガ）
- キノの旅 -the Beautiful World- the Animated Series（パースエイダー・スミス）

2018年
- 刻刻（じいさん）
- グランクレスト戦記（バルギャリー）
- 牙狼〈GARO〉-VANISHING LINE-（長老）
- フルメタル・パニック! Invisible Victory（クラマ）
- 進撃の巨人（2018年 - 2020年、ケニー・アッカーマン） - 3シリーズ

2019年
- おしりたんてい（2019年 - 2023年、おしりダンディ）
- フューチャーカード 神バディファイト（デスレイダー・オーヴェン）
- ゲゲゲの鬼太郎（第6作）（黒須）
- どろろ（宗綱）

2020年
- 波よ聞いてくれ（久連木克三）
- THE GOD OF HIGH SCHOOL ゴッド・オブ・ハイスクール（ジン・テジン）
- GO!GO!アトム
- ぐらぶるっ!（オイゲン）

2021年
- ドラゴンクエスト ダイの大冒険 (2020)（2021年 - 2022年、マトリフ）
- さよなら私のクラマー（鷲巣兼六）
- 異世界魔王と召喚少女の奴隷魔術Ω（バドゥタ）
- 憂国のモリアーティ（アータートン）
- ゾンビランドサガ リベンジ（知事）
- メガトン級ムサシ（2021年 - 2023年、伊伏銀太） - 2シリーズ

2022年
- 錆色のアーマ-黎明-（黒氷の父）
- SPY×FAMILY（2022年 - 2023年、ヘンリー・ヘンダーソン） - 3シリーズ
- 惑星のさみだれ（秋谷稲近）
- デジモンゴーストゲーム（ピエモン）
- よふかしのうた（中学生教師）

2023年
- HIGH CARD（2023年 - 2024年、バーナード・シモンズ） - 2シリーズ
- デッドマウント・デスプレイ（四乃山呂算） - 2シリーズ
- 鴨乃橋ロンの禁断推理（ジョン・グリズリー）

2024年
- 愚かな天使は悪魔と踊る（城村先生、リングアナ）
- 明治撃剣-1874-（平松武兵衛）
- 魔女と野獣（処刑人）
- 狼と香辛料 MERCHANT MEETS THE WISE WOLF（メンデス司教）
- アサティール2 未来の昔ばなし（アブ・ファルハーン）

2025年
- Übel Blatt〜ユーベルブラット〜（エルグナッハ）
- ＃コンパス2.0 戦闘摂理解析システム（グスタフ）
- アポカリプスホテル（凶悪宇宙人〈ハルマゲ〉）

### 劇場アニメ
1995年
- GHOST IN THE SHELL / 攻殻機動隊（清掃局員）

1997年
- 名探偵コナン 時計じかけの摩天楼

2002年
- クレヨンしんちゃん 嵐を呼ぶ アッパレ!戦国大合戦（大蔵井高虎）

2004年
- 聖闘士星矢 天界編 序奏〜overture〜（アポロン）

2015年
- 劇場版 PSYCHO-PASS サイコパス（雑賀譲二）
- バケモノの子（猪王山）

2016年
- 遊☆戯☆王 THE DARK SIDE OF DIMENSIONS（獏良の父）
- ONE PIECE FILM GOLD（ギルド・テゾーロ）

2017年
- 虐殺器官（大統領）
- 夜は短し歩けよ乙女（東堂さん）
- 名探偵コナン から紅の恋歌（服部平蔵）
- BLAME!（おやっさん）
- GODZILLA（2017年 - 2018年、エンダルフ） - 3部作

2018年
- 機動戦士ガンダムNT（アバーエフ）

2020年
- 映画 おしりたんてい テントウムシいせきの なぞ（おしりダンディ ）

2021年
- リョーマ! The Prince of Tennis 新生劇場版テニスの王子様（アダム・アンダーソン）
- 劇場版 ソードアート・オンライン -プログレッシブ- 星なき夜のアリア（結城彰三）

2023年
- 劇場版 PSYCHO-PASS サイコパス PROVIDENCE（雑賀譲二）
- SAND LAND（ラオ）
- 鬼太郎誕生 ゲゲゲの謎（龍賀克典）
- 劇場版 SPY×FAMILY CODE: White（ヘンリー・ヘンダーソン）

2025年
- 映画ドラえもん のび太の絵世界物語（ソドロ）
- 果てしなきスカーレット（ポローニアス）
- 劇場版 鬼滅の刃 無限城編 第一章 猗窩座再来（鎹鴉）

### OVA
1995年
- ブラック・ジャック（ドクター・キリコ）

1997年
- ノンタンといっしょ 新・おべんきょうシリーズ（しかく）

1998年
- 鉄拳 -TEKKEN-（三島一八）

2000年
- MASTERキートン（ジェームズ・ケリング）

2001年
- ARMITAGE DUAL-MATRIX（デミトリオ）

2005年
- ファイナルファンタジーVII アドベントチルドレン（シド・ハイウインド）

2017年
- 宇宙戦艦ヤマト2202 愛の戦士たち（ゴーランド）※ODS作品

2019年
- 銀河英雄伝説 Die Neue These（ウィリバルト・ヨアヒム・フォン・メルカッツ）※ODS作品

### Webアニメ
- スーパードラゴンボールヒーローズ プロモーションアニメ（2019年 - 2023年、ヒット）
- 薄明の翼（2020年、ローズ[245]）
- 終末のワルキューレ（2021年 - 2023年、佐々木小次郎[246]）- 2シリーズ
- MAKE MY DAY（2023年、ウォルター[247]）
- PLUTO（2023年、アブラー博士[248]）
- ケンガンアシュラ（2023年、平良厳山）
- SAND LAND: THE SERIES（2024年、ラオ[249]）
- Fate/Grand Order 藤丸立香はわからない Season2（2024年、柳生但馬守宗矩）
- BULLET/BULLET（2025年、シロクマ[250][220]）

### ゲーム
1999年
- クラッシュ・バンディクー レーシング（ピンストライプ）

2001年
- ジオニックフロント 機動戦士ガンダム0079（ル・ローア）

2003年
- SPIDER-MAN（グリーン・ゴブリン / ノーマン・オズボーン）

2004年
- XIII 大統領を殺した男（XIII）
- ペット探偵 Y's（鞍浜吉平）

2005年
- キングダム ハーツII（シド・ハイウインド）
- 龍が如く（伊達真）
- ローグギャラクシー（ゼグラム・ガート）

2006年
- ダージュ オブ ケルベロス ファイナルファンタジーVII（シド・ハイウインド）
- 龍が如く2（伊達真）

2007年
- ローグギャラクシー ディレクターズカット（ゼグラム・ガート）

2008年
- クレヨンしんちゃん 嵐を呼ぶ シネマランド カチンコガチンコ大活劇!

2009年
- アサシン クリード II（ロドリゴ・ボルジア）
- 龍が如く3（伊達真）

2010年
- 龍が如く4 伝説を継ぐもの（伊達真）

2011年
- アンチャーテッド 砂漠に眠るアトランティス（タルボット）
- スライ・クーパー コレクション（ドン・オクタビオ）
- 龍が如く OF THE END（伊達真）

2012年
- 龍が如く5 夢、叶えし者（伊達真）

2013年
- コール オブ デューティ ゴースト（ガブリエル・ローク）
- 真・女神転生IV（ツギハギ）
- BEYOND: Two Souls（ネイサン・ドーキンス〈ウィレム・デフォー〉）

2014年
- ウォッチドッグス（Tボーン）
- 龍が如く 維新!（中岡慎太郎）
- ONE PIECE 超グランドバトル! X（セニョール・ピンク）
- FINAL FANTASY VII Gバイク（シド・ハイウインド）

2015年
- ウィッチャー3 ワイルドハント（ゲラルト）
- グランブルーファンタジー（2015年 - 2024年、オイゲン〈2代目〉、イングヴェイ、グルザレッザ、トラジロウ） - 3作品
- ジョジョの奇妙な冒険 アイズオブヘブン（ベンジャミン・ブンブーン）
- LEGO マーベル スーパー・ヒーローズ ザ・ゲーム（ウルヴァリン）

2016年
- ウォッチドッグス2（レイモンド・ケニー / Tボーン）
- SDガンダム GGENERATION GENESIS（ル・ローア）
- グランドサマナーズ（ゼイオルグ）
- ドラゴンボール ゼノバース2（ヒット）
- ドラゴンボールヒーローズ / スーパードラゴンボールヒーローズ（2016年 - 2017年、ヒット） - 2作品
- ドラゴンボールフュージョンズ（ヒット）
- 龍が如く 極（伊達真）
- 龍が如く6 命の詩。（伊達真）
- ワールド オブ ファイナルファンタジー（ディアボロス）

2017年
- バイオハザード7 レジデントイービル（ジャック・ベイカー）
- フォーオナー（ロウブリンガー）
- ＃コンパス 戦闘摂理解析システム（グスタフ・ハイドリヒ）
- ドラゴンズドグマ オンライン（イェルハルド）
- Fate/Grand Order（2017年 - 2024年、柳生但馬守宗矩）
- 龍が如く 極2（伊達真）

2018年
- ドラゴンボール ファイターズ（ヒット）
- 北斗が如く（リハク）
- フルメタル・パニック！戦うフー・デアーズ・ウィンズ（クラマ）
- ストリートファイターV アーケードエディション（G）
- ソウルキャリバーVI（ゲラルト）
- FAIRY TAIL DiceMagic（トライゾン）
- 奪われし玉座 ウィッチャーテイルズ（ゲラルト）

2019年
- 共闘ことばRPG コトダマン（2019年 - 2022年、ニューワード、ケニー・ アッカーマン、ヘンリー・ヘンダーソン）
- モンスターハンター：ワールド（ゲラルト）
- JUMP FORCE（プロメテウス / グラバー）
- スーパードラゴンボールヒーローズ ワールドミッション（ヒット）
- ボーダーランズ3（伝説のヴォルト・ハンター）
- ドラゴンクエストXI 過ぎ去りし時を求めて S（グレイグの父）
- DEATH STRANDING（クリフォート“クリフ”・アンガー）
- WAR OF THE VISIONS ファイナルファンタジー ブレイブエクスヴィアス 幻影戦争（エルデ・リオニス）
- 進撃の巨人2-Final Battle-（ケニー・アッカーマン）

2020年
- キングダムハーツIII（シド） - DLC追加キャラクター
- ONE PUNCH MAN A HERO NOBODY KNOWS（シルバーファング）
- 龍が如く7 光と闇の行方（伊達真）
- 仁王2（斎藤道三）
- サクラ革命 〜華咲く乙女たち〜（ルシファー）

2021年
- ニーア リィンカーネーション（山に挑み続ける者）
- Far Cry 6（ラウル・サンチェス将軍）
- メガトン級ムサシ（伊伏銀太）
- ウインドボーイズ!（増田史和）
- ドラガリアロスト（ガトフ）

2022年
- モンスターハンターライズ:サンブレイク（アルロー教官）
- デジモンサヴァイブ（教授）

2023年
- WILD HEARTS（大堂寺氏繁）
- 龍が如く 維新! 極（中岡慎太郎）
- 超探偵事件簿 レインコード（ウエスカ博士）
- ポケモンマスターズEX（2023年 - 2024年、ローズ）
- イースX -NORDICS-（グリムソン・バルタ）
- インフィニティ ストラッシュ ドラゴンクエスト ダイの大冒険（マトリフ）
- テイルズ オブ アライズ（ウルワギル・ヒルドリス）
- ドラゴンクエストモンスターズ3 魔族の王子とエルフの旅（ランディオル大帝）

2024年
- 龍が如く8（伊達真）
- ファイナルファンタジーVII リバース（シド・ハイウインド）
- ユニコーンオーバーロード（ジョセフ）
- Rise of the Ronin（勝海舟）
- SAND LAND（ラオ）
- 銀河英雄伝説 Die Neue Saga（ウィリバルト・ヨアヒム・フォン・メルカッツ）
- ドラゴンボール Sparking! ZERO（ヒット）

### 特撮
- 仮面ライダー電王（2007年、レオイマジンの声）
- スーパー戦隊シリーズ
  - 魔進戦隊キラメイジャー（2020年 - 2021年、ヨドン皇帝の声[291]）
  - 王様戦隊キングオージャー（2023年、ゴーマ・ローザリアの声[292][293]）
  - 王様戦隊キングオージャーVSキョウリュウジャー（2024年、ゴーマ・ローザリアの声）

### 人形劇
- Thunderbolt Fantasy 東離劍遊紀（2016年、廉耆[294]）

### ラジオドラマ
- 青春アドベンチャー 『魔岩伝説』（2011年）
- 青春アドベンチャー 『白狐魔記 天草の霧』（2016年）
- FMシアター 『冬の曳航』（2017年）

### ナレーター
- BBC Earth
  - BBC EARTH セレクション ワイルド・チャイナ 〜悠久の大陸〜（WOWOW：2010年11月13日 - 12月18日）
  - BBC Earth 2019 ナチュラルワールド 〜驚異の動物大集合! #1 巨大生物の世界（WOWOW：2019年5月）
  - BBC Earth 2022 動物たちの永遠（とわ）の楽園 〜中国〜（WOWOW：2022年1月）
- 頂上対談!岡田武史×ヨハン・クライフ 〜フットボールの理想と現実〜（WOWOW：2011年1月3日）
- サントリーBOSS贅沢微糖 「市民のぜいたく」篇、「視聴者のぜいたく」篇
- 日本の祭り2012　高尾山火渡り祭　春を告げるお山開き（TOKYO MX：2012年4月30日）
- 世界の衝撃ストーリー（テレビ東京：2015年12月2日、声の出演）
- 町中華で飲ろうぜ（BS-TBS：2019年4月 - ）[295]
- プレミア・ナビ（ムービープラス：2021年10月 - [296][297]）
- あしたが変わるトリセツショー（NHK総合：2022年4月7日 - )
- グラディエーターII 60秒CM（2024年[298]）

### その他
- Clock over ORQUESTA（2021年 - 、春海一十（青年）[299]）

## ディスコグラフィ

### キャラクターソング
| 発売日        | 商品名                                                                           | 歌                                                 | 楽曲                       | 備考                                                           |
| ------------- | -------------------------------------------------------------------------------- | -------------------------------------------------- | -------------------------- | -------------------------------------------------------------- |
| 2025年3月19日 | Fate/Grand Order 藤丸立香はわからない Season 2 完全生産限定版 Blu-ray&DVD 特典CD | 柳生但馬守宗矩（山路和弘）、宝蔵院胤舜（浪川大輔） | 「極！みゅうじかる新陰流」 | アニメ『Fate/Grand Order 藤丸立香はわからない Season 2』挿入歌 |